# Llista d'arbres singulars del Baix Llobregat
Llista d'arbres i arbredes declarats protegits.
El camp "protecció" indica el tipus de protecció:
- AM o DM: arbre o arbreda monumental
- AC o DC: arbre o arbreda d'interès comarcal
- AL o DL: arbre o arbreda d'interès local
- AUC o DUC: arbre o arbreda protegits per la legislació urbanística o cultural

S'hi indica també la data de protecció (en forma aaaa.mm.dd o només l'any), i si l'arbre és en un espai protegit s'indica amb la llegenda que trobareu a la llista d'espais naturals protegits de Catalunya.

## Begues
| Nom                 | Protecció                     | Espècie / situació              | Alçària x volt del canó x capçada | Localització                                                                | Codi         | Imatge |
| ------------------- | ----------------------------- | ------------------------------- | --------------------------------- | --------------------------------------------------------------------------- | ------------ | --- |
| Alzina de Puigmoltó | AM 1991.04.19 Parc del Garraf | Quercus ilex subsp. ilex Normal |                                   | Begues Font de Puigmoltó 41° 19′ 02″ N, 1° 55′ 20″ E / 41.31731°N,1.92216°E | MA-11.020.01 | {{ca\|Alzina de Puigmoltó (Begues)}} · {{WLE-AD-ES\|MA-11.020.01}} · {{Object location dec\|41.31731\|1.92216\|region:ES-CT_type:landmark_source:cawiki}} · [[Categoria:Natural heritage sites in Spain]] |

## Castellví de Rosanes
| Nom                   | Protecció     | Espècie / situació                   | Alçària x volt del canó x capçada | Localització                                                                                 | Codi         | Imatge |                                                                                          |
| --------------------- | ------------- | ------------------------------------ | --------------------------------- | -------------------------------------------------------------------------------------------- | ------------ | --- | ---------------------------------------------------------------------------------------- |
| Alzina de Can Mitjans | AM 1997.09.03 | Quercus ilex Mort 1999, sense restes | 14,0 x 4,08 x 25,5                | Castellví de Rosanes Horts de Can Mitjans 41° 26′ 43″ N, 1° 56′ 29″ E / 41.44522°N,1.94128°E | MA-11.066.01 | {{ca\|Alzina de Can Mitjans (Castellví de Rosanes)}} · {{WLE-AD-ES\|MA-11.066.01}} · {{Object location dec\|41.44522\|1.94128\|region:ES-CT_type:landmark_source:cawiki}} · [[Categoria:Natural heritage sites in Spain]] |                                                                                          |
| Pi de Can Llopart     | AL 1996.04.18 | Pinus halepensis                     |                                   | Castellví de Rosanes                                                                         |              | {{ca\|Pi de Can Llopart (Castellví de Rosanes)}} · {{WLE-AD-ES\|}} · {{Object location dec\| | region:ES-CT_type:landmark_source:cawiki}} [[Categoria:Natural heritage sites in Spain]] |

## Cervelló
| Nom                           | Protecció     | Espècie / situació     | Alçària x volt del canó x capçada | Localització                                                                              | Codi         | Imatge |
| ----------------------------- | ------------- | ---------------------- | --------------------------------- | ----------------------------------------------------------------------------------------- | ------------ | --- |
| Pi ver de Cervelló o Pi Fred  | AL 1991.03.04 | Pinus pinea            |                                   | Cervelló Camí a la riera de Cervelló 41° 23′ 38″ N, 1° 57′ 51″ E / 41.393905°N,1.964233°E |              | {{ca\|Pi ver de Cervelló (Cervelló)}} · {{WLE-AD-ES\|}} · {{Object location dec\|41.393905\|1.964233\|region:ES-CT_type:landmark_source:cawiki}} · [[Categoria:Natural heritage sites in Spain]]                      |
| Lledoner del Mas del Lledoner | AM 2000.07.06 | Celtis australis Rural | 13,0 x 7,20 x 17,3                | Cervelló (Baix Llobregat) 41° 23′ 29″ N, 1° 54′ 17″ E / 41.39143°N,1.90479°E              | MA-11.068.01 | {{ca\|Lledoner del Mas del Lledoner (Cervelló)}} · {{WLE-AD-ES\|MA-11.068.01}} · {{Object location dec\|41.39143\|1.90479\|region:ES-CT_type:landmark_source:cawiki}} · [[Categoria:Natural heritage sites in Spain]] |

## Cornellà de Llobregat
| Nom                          | Protecció      | Espècie / situació               | Alçària x volt del canó x capçada             | Localització                                                                                    | Codi          | Imatge |
| ---------------------------- | -------------- | -------------------------------- | --------------------------------------------- | ----------------------------------------------------------------------------------------------- | ------------- | --- |
| Plàtans de Can Mercader      | DL 1991.09.25  | Platanus × hispanica 7 exemplars | 26x3,6x17 m màxim Plantats cap el 1865        | Cornellà de Llobregat Parc de Can Mercader 41° 21′ 29″ N, 2° 05′ 05″ E / 41.358007°N,2.084826°E | fitxa         | {{ca\|Plàtans de Can Mercader (Cornellà de Llobregat)}} · {{WLE-AD-ES\|}} · {{Object location dec\|41.358007\|2.084826\|region:ES-CT_type:landmark_source:cawiki}} · [[Categoria:Natural heritage sites in Spain]]               |
| Palmeres de Can Mercader     | DL 2001.11.29  | Washingtonia robusta             | 20x1,35x4m 31 exemplars Plantades cap al 1876 | Cornellà de Llobregat Parc de Can Mercader 41° 21′ 31″ N, 2° 05′ 10″ E / 41.358672°N,2.086004°E | MA-11.073.22b | {{ca\|Palmeres de Can Mercader (Cornellà de Llobregat)}} · {{WLE-AD-ES\|MA-11.073.22b}} · {{Object location dec\|41.358672\|2.086004\|region:ES-CT_type:landmark_source:cawiki}} · [[Categoria:Natural heritage sites in Spain]] |
| Acàcia Vella de Can Mercader | AL 2003. 04.30 | Gleditsia triacanthos Exòtica    | 15,0 x 3,16 x 6,2                             | Cornellà de Llobregat Parc de Can Mercader 41° 21′ 30″ N, 2° 05′ 06″ E / 41.358459°N,2.085132°E | MA-11.073.23  | {{ca\|Acàcia Vella de Can Mercader (Cornellà de Llobregat)}} · {{WLE-AD-ES\|MA-11.073.23}} · {{Object location dec\|41.358459\|2.085132\|region:ES-CT_type:landmark_source:cawiki}} · [[Categoria:Acàcia Vella de Can Mercader]] |

## Esparreguera
| Nom             | Protecció     | Espècie / situació                 | Alçària x volt del canó x capçada | Localització                                                                                            | Codi         | Imatge |
| --------------- | ------------- | ---------------------------------- | --------------------------------- | --- | ------------ | --- |
| Pi Gros de Salt | AM 1995.01.30 | Pinus pinea Mort 1998, encara dret | 34,0 x 4,45 x 17,5                | Esparreguera Torrent del Salt, urbanització Can Rial 41° 31′ 44″ N, 1° 51′ 34″ E / 41.52881°N,1.85945°E | MA-11.068.01 | {{ca\|Pi Gros de Salt (Esparreguera)}} · {{WLE-AD-ES\|MA-11.068.01}} · {{Object location dec\|41.52881\|1.85945\|region:ES-CT_type:landmark_source:cawiki}} · [[Categoria:Natural heritage sites in Spain]] |

## Esplugues de Llobregat
| Nom                     | Protecció     | Espècie / situació             | Alçària x volt del canó x capçada | Localització                                                                                    | Codi  | Imatge |                                                                                          |
| ----------------------- | ------------- | ------------------------------ | --------------------------------- | ----------------------------------------------------------------------------------------------- | ----- | --- | ---------------------------------------------------------------------------------------- |
| Bellaombra Pota Grossa  | AL 2003.05.14 | Phytolacca dioica              |                                   | Esplugues de Llobregat Parc de Can Vidalet 41° 22′ 35″ N, 2° 05′ 48″ E / 41.376274°N,2.096601°E | fitxa | {{ca\|Bellaombra Pota Grossa (Esplugues de Llobregat)}} · {{WLE-AD-ES\|}} · {{Object location dec\|41.376274\|2.096601\|region:ES-CT_type:landmark_source:cawiki}} · [[Categoria:Bellaombra Pota Grossa]]           |                                                                                          |
| Taxodis Hostes del Llac | AL 2003.05.14 | Taxodium distichum 3 exemplars |                                   | Esplugues de Llobregat Parc de Can Vidalet 41° 22′ 28″ N, 2° 05′ 49″ E / 41.374397°N,2.096998°E | fitxa | {{ca\|Taxodis Hostes del Llac (Esplugues de Llobregat)}} · {{WLE-AD-ES\|}} · {{Object location dec\|41.374397\|2.096998\|region:ES-CT_type:landmark_source:cawiki}} · [[Categoria:Natural heritage sites in Spain]] |                                                                                          |
| Pi Dret                 | AL 2003.05.14 | Pinus halepensis               |                                   | Esplugues de Llobregat Parc de Can Vidalet 41° 22′ 27″ N, 2° 05′ 49″ E / 41.374254°N,2.097029°E | fitxa | {{ca\|Pi Dret (Esplugues de Llobregat)}} · {{WLE-AD-ES\|}} · {{Object location dec\|41.374254\|2.097029\|region:ES-CT_type:landmark_source:cawiki}} · [[Categoria:Natural heritage sites in Spain]]                 |                                                                                          |
| Margalló de Can Vidalet | AL 2003.05.14 | Chamaerops humilis             |                                   | Esplugues de Llobregat Parc de Can Vidalet                                                      |       | {{ca\|Margalló de Can Vidalet (Esplugues de Llobregat)}} · {{WLE-AD-ES\|}} · {{Object location dec\| | region:ES-CT_type:landmark_source:cawiki}} [[Categoria:Natural heritage sites in Spain]] |

## Gavà
| Nom                                           | Protecció                                  | Espècie / situació                              | Alçària x volt del canó x capçada               | Localització | Codi                     | Imatge |
| --------------------------------------------- | ------------------------------------------ | ----------------------------------------------- | ----------------------------------------------- | --- | ------------------------ | --- |
| Roure de Bruguers                             | AL 2013.12.17                              | Quercus humilis                                 | 14x3x(17,00x21,00)m 318 anys (edat estimada)    | Gavà Ermita de Bruguers 41° 18′ 53″ N, 1° 57′ 39″ E / 41.314638°N,1.960876°E                                                                        | MA-080898/01             | {{ca\|Roure de Bruguers (Gavà)}} · {{WLE-AD-ES\|MA-080898/01}} · {{Object location dec\|41.314638\|1.960876\|region:ES-CT_type:landmark_source:cawiki}} · [[Categoria:Natural heritage sites in Spain]]                                    |
| Pi de Bruguers                                | AL 2013.12.17                              | Pinus pinea                                     | 18x2,6x(7,20x17,40)m 210 anys (edat estimada)   | Gavà Ermita de Bruguers 41° 18′ 53″ N, 1° 57′ 39″ E / 41.314673°N,1.960791°E                                                                        | MA-080898/02             | {{ca\|Pi de Bruguers (Gavà)}} · {{WLE-AD-ES\|MA-080898/02}} · {{Object location dec\|41.314673\|1.960791\|region:ES-CT_type:landmark_source:cawiki}} · [[Categoria:Natural heritage sites in Spain]]                                       |
| Olivera de Bruguers                           | AL 2013.12.17                              | Olea europaea                                   | 10x2,7x(9,70x7,50)m 170 anys (edat estimada)    | Gavà Ermita de Bruguers 41° 18′ 53″ N, 1° 57′ 42″ E / 41.314627°N,1.961712°E                                                                        | MA-080898/03             | {{ca\|Olivera de Bruguers (Gavà)}} · {{WLE-AD-ES\|MA-080898/03}} · {{Object location dec\|41.314627\|1.961712\|region:ES-CT_type:landmark_source:cawiki}} · [[Categoria:Natural heritage sites in Spain]]                                  |
| Til·ler de Ca n'Amat                          | AL 2013.12.17                              | Tilia cordata                                   | 16x3,15x(14,50x12,50)m 222 anys (edat estimada) | Gavà Ca n'Amat 41° 19′ 05″ N, 1° 58′ 39″ E / 41.317939°N,1.977426°E                                                                                 | MA-080898/04             | {{ca\|Til·ler de Ca n'Amat (Gavà)}} · {{WLE-AD-ES\|MA-080898/04}} · {{Object location dec\|41.317939\|1.977426\|region:ES-CT_type:landmark_source:cawiki}} · [[Categoria:Natural heritage sites in Spain]]                                 |
| Lledoner de Ca n'Amat                         | AL 2013.12.17                              | Celtis australis                                | 19x3,33x(16,50x16,00)m 240 anys (edat estimada) | Gavà Ca n'Amat 41° 19′ 05″ N, 1° 58′ 38″ E / 41.318145°N,1.977291°E                                                                                 | MA-080898/05             | {{ca\|Lledoner de Ca n'Amat (Gavà)}} · {{WLE-AD-ES\|MA-080898/05}} · {{Object location dec\|41.318145\|1.977291\|region:ES-CT_type:landmark_source:cawiki}} · [[Categoria:Natural heritage sites in Spain]]                                |
| Margalló de Ca n'Amat                         | AL 2013.12.17                              | Chamaerops humilis                              | 5x3,37x(10,30x10,30)m anys (edat estimada)      | Gavà Placeta de Ca n'Amat 41° 19′ 05″ N, 1° 58′ 38″ E / 41.318009°N,1.977222°E                                                                      | MA-080898/06             | {{ca\|Margalló de Ca n'Amat (Gavà)}} · {{WLE-AD-ES\|MA-080898/06}} · {{Object location dec\|41.318009\|1.977222\|region:ES-CT_type:landmark_source:cawiki}} · [[Categoria:Natural heritage sites in Spain]]                                |
| Pi de Ca n'Amat                               | AL 2013.12.17                              | Pinus halepensis                                | 26x3,4x(18,00x15,50)m 300 anys (edat estimada)  | Gavà Ca n'Amat 41° 19′ 07″ N, 1° 58′ 35″ E / 41.318578°N,1.976353°E                                                                                 | MA-080898/07             | {{ca\|Pi de Ca n'Amat (Gavà)}} · {{WLE-AD-ES\|MA-080898/07}} · {{Object location dec\|41.318578\|1.976353\|region:ES-CT_type:landmark_source:cawiki}} · [[Categoria:Natural heritage sites in Spain]]                                      |
| Roure de Ca n'Amat 1                          | AL 2013.12.17                              | Quercus humilis                                 | x284x()m 270 anys (edat estimada)               | Gavà Ca n'Amat 41° 19′ 06″ N, 1° 58′ 35″ E / 41.318299°N,1.976405°E                                                                                 | MA-080898/08             | {{ca\|Roure de Ca n'Amat 1 (Gavà)}} · {{WLE-AD-ES\|MA-080898/08}} · {{Object location dec\|41.318299\|1.976405\|region:ES-CT_type:landmark_source:cawiki}} · [[Categoria:Natural heritage sites in Spain]]                                 |
| Roure de Ca n'Amat 2                          | AL 2013.12.17                              | Quercus humilis                                 | x230x()m 244 anys (edat estimada)               | Gavà Ca n'Amat 41° 19′ 06″ N, 1° 58′ 36″ E / 41.31821°N,1.976586°E                                                                                  | MA-080898/09             | {{ca\|Roure de Ca n'Amat 2 (Gavà)}} · {{WLE-AD-ES\|MA-080898/09}} · {{Object location dec\|41.31821\|1.976586\|region:ES-CT_type:landmark_source:cawiki}} · [[Categoria:Natural heritage sites in Spain]]                                  |
| Plàtan de la Font de Mas Vilar                | AL 2013.12.17                              | Platanus x hispanica                            | 42x320x(19x19)m 85 anys (edat estimada)         | Gavà Riera de Sant Llorenç 41° 19′ 10″ N, 1° 58′ 22″ E / 41.319491°N,1.972733°E                                                                     | MA-080898/10             | {{ca\|Plàtan de la Font de Mas Vilar (Gavà)}} · {{WLE-AD-ES\|MA-080898/10}} · {{Object location dec\|41.319491\|1.972733\|region:ES-CT_type:landmark_source:cawiki}} · [[Categoria:Natural heritage sites in Spain]]                       |
| Carolina de la Font de Mas Vilar              | AL 2013.12.17                              | Populus deltoides                               | 29x110x(7x3)m anys (edat estimada)              | Gavà Riera de Sant Llorenç 41° 19′ 10″ N, 1° 58′ 23″ E / 41.31954°N,1.973174°E                                                                      | MA-080898/11             | {{ca\|Carolina de la Font de Mas Vilar (Gavà)}} · {{WLE-AD-ES\|MA-080898/11}} · {{Object location dec\|41.31954\|1.973174\|region:ES-CT_type:landmark_source:cawiki}} · [[Categoria:Natural heritage sites in Spain]]                      |
| Plàtan del Fons del Fangar                    | AL 2013.12.17                              | Platanus x hispanica                            | 18x3,1x(20x20)m 80 anys (edat estimada)         | Gavà Torrent del Fons del Fangar 41° 18′ 49″ N, 1° 58′ 14″ E / 41.313536°N,1.970566°E                                                               | MA-080898/12             | {{ca\|Plàtan del Fons del Fangar (Gavà)}} · {{WLE-AD-ES\|MA-080898/12}} · {{Object location dec\|41.313536\|1.970566\|region:ES-CT_type:landmark_source:cawiki}} · [[Categoria:Natural heritage sites in Spain]]                           |
| Alzina Surera de Rocabruna 1                  | AL 2013.12.17                              | Quercus suber                                   | x1,2x()m 130 anys (edat estimada)               | Gavà Solell del turó de Rocabruna 41° 18′ 52″ N, 1° 58′ 29″ E / 41.314544°N,1.974587°E                                                              | MA-080898/13             | {{ca\|Alzina Surera de Rocabruna 1 (Gavà)}} · {{WLE-AD-ES\|MA-080898/13}} · {{Object location dec\|41.314544\|1.974587\|region:ES-CT_type:landmark_source:cawiki}} · [[Categoria:Natural heritage sites in Spain]]                         |
| Alzina Surera de Rocabruna 2                  | AL 2013.12.17                              | Quercus suber                                   | x1,5x()m 160 anys (edat estimada)               | Gavà Solell del turó de Rocabruna 41° 18′ 53″ N, 1° 58′ 29″ E / 41.314636°N,1.974789°E                                                              | MA-080898/14             | {{ca\|Alzina Surera de Rocabruna 2 (Gavà)}} · {{WLE-AD-ES\|MA-080898/14}} · {{Object location dec\|41.314636\|1.974789\|region:ES-CT_type:landmark_source:cawiki}} · [[Categoria:Natural heritage sites in Spain]]                         |
| Alzina Surera del Fons del Fangar             | AL 2013.12.17                              | Quercus suber                                   | 20x1,3x(3,00x5,00)m 140 anys (edat estimada)    | Gavà Font de l'avellanosa, a la riera del Fons del Fangar 41° 18′ 53″ N, 1° 58′ 34″ E / 41.314819°N,1.976112°E                                      | MA-080898/15             | {{ca\|Alzina Surera del Fons del Fangar (Gavà)}} · {{WLE-AD-ES\|MA-080898/15}} · {{Object location dec\|41.314819\|1.976112\|region:ES-CT_type:landmark_source:cawiki}} · [[Categoria:Natural heritage sites in Spain]]                    |
| Plàtan de Can Tries                           | AL 2013.12.17                              | Platanus x hispanica                            | 15x2,40x(20,00x15,00)m 60 anys (edat estimada)  | Gavà Riera de Sant Llorenç 41° 18′ 50″ N, 1° 59′ 11″ E / 41.313993°N,1.986503°E                                                                     | MA-080898/16             | {{ca\|Plàtan de Can Tries (Gavà)}} · {{WLE-AD-ES\|MA-080898/16}} · {{Object location dec\|41.313993\|1.986503\|region:ES-CT_type:landmark_source:cawiki}} · [[Categoria:Natural heritage sites in Spain]]                                  |
| Roure Martinenc de Can Tries                  | AL 2013.12.17                              | Quercus humilis                                 | 15x2,28x(16,00x14,00)m 60 anys (edat estimada)  | Gavà Riera de Sant Llorenç 41° 18′ 50″ N, 1° 59′ 12″ E / 41.313913°N,1.986587°E                                                                     | MA-080898/17             | {{ca\|Roure Martinenc de Can Tries (Gavà)}} · {{WLE-AD-ES\|MA-080898/17}} · {{Object location dec\|41.313913\|1.986587\|region:ES-CT_type:landmark_source:cawiki}} · [[Categoria:Natural heritage sites in Spain]]                         |
| Plàtan de Can Parés                           | AL 2013.12.17                              | Platanus x hispanica                            | 18x2,1x(11,00x15,00)m 50 anys (edat estimada)   | Gavà Bassa del camp de tir 41° 18′ 12″ N, 1° 56′ 17″ E / 41.303273°N,1.938011°E                                                                     | MA-080898/18             | {{ca\|Plàtan de Can Parés (Gavà)}} · {{WLE-AD-ES\|MA-080898/18}} · {{Object location dec\|41.303273\|1.938011\|region:ES-CT_type:landmark_source:cawiki}} · [[Categoria:Natural heritage sites in Spain]]                                  |
| Roure Cerrioide de Can Dardena 1              | AL 2013.12.17                              | Quercus cerrioides                              | 12x1,7x(9,50x12,00)m 100 anys (edat estimada)   | Gavà Bassa de la Sentiu 41° 18′ 04″ N, 1° 57′ 33″ E / 41.301219°N,1.959169°E                                                                        | MA-080898/19             | {{ca\|Roure Cerrioide de Can Dardena 1 (Gavà)}} · {{WLE-AD-ES\|MA-080898/19}} · {{Object location dec\|41.301219\|1.959169\|region:ES-CT_type:landmark_source:cawiki}} · [[Categoria:Natural heritage sites in Spain]]                     |
| Roure Cerrioide de Can Dardena 2              | AL 2013.12.17                              | Quercus cerrioides                              | 12x1,77x(11,00x12,50)m 110 anys (edat estimada) | Gavà Bassa de la Sentiu 41° 18′ 04″ N, 1° 57′ 33″ E / 41.301139°N,1.959265°E                                                                        | MA-080898/20             | {{ca\|Roure Cerrioide de Can Dardena 2 (Gavà)}} · {{WLE-AD-ES\|MA-080898/20}} · {{Object location dec\|41.301139\|1.959265\|region:ES-CT_type:landmark_source:cawiki}} · [[Categoria:Natural heritage sites in Spain]]                     |
| Olivera de Can Llong                          | AL 2013.12.17                              | Olea europaea                                   | 15x3,4x(12,00x11,00)m 210 anys (edat estimada)  | Gavà Can Llong 41° 17′ 52″ N, 1° 58′ 28″ E / 41.29787°N,1.974446°E                                                                                  | MA-080898/21             | {{ca\|Olivera de Can Llong (Gavà)}} · {{WLE-AD-ES\|MA-080898/21}} · {{Object location dec\|41.29787\|1.974446\|region:ES-CT_type:landmark_source:cawiki}} · [[Categoria:Natural heritage sites in Spain]]                                  |
| Àlber de la Pava                              | AL 2013.12.17                              | Populus alba                                    | 18x2,63x(12,50x15,00)m 130 anys (edat estimada) | Gavà Camí de la Pineda 41° 16′ 27″ N, 2° 00′ 05″ E / 41.274041°N,2.001369°E                                                                         | MA-080898/22             | {{ca\|Àlber de la Pava (Gavà)}} · {{WLE-AD-ES\|MA-080898/22}} · {{Object location dec\|41.274041\|2.001369\|region:ES-CT_type:landmark_source:cawiki}} · [[Categoria:Natural heritage sites in Spain]]                                     |
| Pi Pinyer de la Pava                          | AL 2013.12.17                              | Pinus pinea                                     | 19x3x(20,00x16,00)m 240 anys (edat estimada)    | Gavà Camí de la Marinada 41° 16′ 25″ N, 2° 00′ 16″ E / 41.273537°N,2.004422°E                                                                       | MA-080898/23             | {{ca\|Pi Pinyer de la Pava (Gavà)}} · {{WLE-AD-ES\|MA-080898/23}} · {{Object location dec\|41.273537\|2.004422\|region:ES-CT_type:landmark_source:cawiki}} · [[Categoria:Natural heritage sites in Spain]]                                 |
| Pi Pinyer de la Marinada                      | AL 2013.12.17                              | Pinus pinea                                     | 16x2,85x(16,50x20,00)m 230 anys (edat estimada) | Gavà Camí de la Marinada 41° 16′ 17″ N, 2° 00′ 46″ E / 41.271315°N,2.01278°E                                                                        | MA-080898/24             | {{ca\|Pi Pinyer de la Marinada (Gavà)}} · {{WLE-AD-ES\|MA-080898/24}} · {{Object location dec\|41.271315\|2.01278\|region:ES-CT_type:landmark_source:cawiki}} · [[Categoria:Natural heritage sites in Spain]]                              |
| Xiprer del Carrer Cubelles                    | AL 2013.12.17                              | Cupressus macrocarpa                            | 20x2,71x(15,00x13,00)m 210 anys (edat estimada) | Gavà C. Cubelles 18 41° 16′ 03″ N, 2° 00′ 10″ E / 41.267614°N,2.002888°E                                                                            | MA-080898/25             | {{ca\|Xiprer del Carrer Cubelles (Gavà)}} · {{WLE-AD-ES\|MA-080898/25}} · {{Object location dec\|41.267614\|2.002888\|region:ES-CT_type:landmark_source:cawiki}} · [[Categoria:Natural heritage sites in Spain]]                           |
| Carolina del Cami del Poll                    | AL 2013.12.17                              | Populus deltoides                               | 20x5,58x(24,60x22,00)m 150 anys (edat estimada) | Gavà Camí del Poll 41° 17′ 00″ N, 2° 01′ 15″ E / 41.283394°N,2.020813°E                                                                             | MA-080898/26             | {{ca\|Carolina del Cami del Poll (Gavà)}} · {{WLE-AD-ES\|MA-080898/26}} · {{Object location dec\|41.283394\|2.020813\|region:ES-CT_type:landmark_source:cawiki}} · [[Categoria:Natural heritage sites in Spain]]                           |
| Palmera Washingtònia del Parc de Sant Jordi   | AL 2013.12.17                              | Washingtonia robusta                            | 16x1,45x(1,5X01,50)m 80 anys (edat estimada)    | Gavà Parc de Sant Jordi 41° 18′ 07″ N, 2° 00′ 22″ E / 41.30191°N,2.006201°E                                                                         | MA-080898/27             | {{ca\|Palmera Washingtònia del Parc de Sant Jordi (Gavà)}} · {{WLE-AD-ES\|MA-080898/27}} · {{Object location dec\|41.30191\|2.006201\|region:ES-CT_type:landmark_source:cawiki}} · [[Categoria:Natural heritage sites in Spain]]           |
| Casuarina del Parc de Sant Jordi              | AL 2013.12.17                              | Casuarina equisetifolia                         | 19,5x2x(10,50x11,00)m 70 anys (edat estimada)   | Gavà Parc de Sant Jordi 41° 18′ 01″ N, 2° 00′ 22″ E / 41.300352°N,2.006236°E                                                                        | MA-080898/28             | {{ca\|Casuarina del Parc de Sant Jordi (Gavà)}} · {{WLE-AD-ES\|MA-080898/28}} · {{Object location dec\|41.300352\|2.006236\|region:ES-CT_type:landmark_source:cawiki}} · [[Categoria:Natural heritage sites in Spain]]                     |
| Alzina del Parc de Sant Jordi                 | AL 2013.12.17                              | Quercus ilex                                    | 15x1,6x(11,50x10,50)m 180 anys (edat estimada)  | Gavà Parc de Sant Jordi 41° 18′ 08″ N, 2° 00′ 22″ E / 41.302143°N,2.006125°E                                                                        | MA-080898/29             | {{ca\|Alzina del Parc de Sant Jordi (Gavà)}} · {{WLE-AD-ES\|MA-080898/29}} · {{Object location dec\|41.302143\|2.006125\|region:ES-CT_type:landmark_source:cawiki}} · [[Categoria:Natural heritage sites in Spain]]                        |
| Margalló de la Plaça Jacint Verdaguer         | AL 2013.12.17                              | Chamaerops humilis                              | 3x2x(3,00x3,00)m                                | Gavà Plaça Jacint Verdaguer 41° 18′ 12″ N, 2° 00′ 19″ E / 41.303253°N,2.00532°E                                                                     | MA-080898/30             | {{ca\|Margalló de la Plaça Jacint Verdaguer (Gavà)}} · {{WLE-AD-ES\|MA-080898/30}} · {{Object location dec\|41.303253\|2.00532\|region:ES-CT_type:landmark_source:cawiki}} · [[Categoria:Natural heritage sites in Spain]]                 |
| Olivera de Can Ribes                          | AL 2013.12.17                              | Olea europaea                                   | 8x3,4x(8,40x8,00)m 210 anys (edat estimada)     | Gavà Rotonda de l'Av. Joan Carles I 41° 18′ 01″ N, 1° 59′ 56″ E / 41.300214°N,1.998858°E                                                            | MA-080898/31             | {{ca\|Olivera de Can Ribes (Gavà)}} · {{WLE-AD-ES\|MA-080898/31}} · {{Object location dec\|41.300214\|1.998858\|region:ES-CT_type:landmark_source:cawiki}} · [[Categoria:Natural heritage sites in Spain]]                                 |
| Olivera del Calamot                           | AL 2013.12.17                              | Olea europaea                                   | 7,5x3,3x(8'00x8'50)m 200 anys (edat estimada)   | Gavà Rotonda de l'Av. Joan Carles I 41° 18′ 09″ N, 1° 59′ 46″ E / 41.302523°N,1.996183°E                                                            | MA-080898/32             | {{ca\|Olivera del Calamot (Gavà)}} · {{WLE-AD-ES\|MA-080898/32}} · {{Object location dec\|41.302523\|1.996183\|region:ES-CT_type:landmark_source:cawiki}} · [[Categoria:Natural heritage sites in Spain]]                                  |
| Pi Pinyer de Can Badosa                       | AL 2013.12.17                              | Pinus pinea                                     | 15x2,8x(14,00x13,00)m 230 anys (edat estimada)  | Gavà Av. Joan Carles I amb Can Badosa 41° 18′ 29″ N, 1° 59′ 25″ E / 41.307964°N,1.990225°E                                                          | MA-080898/               | {{ca\|Pi Pinyer de Can Badosa (Gavà)}} · {{WLE-AD-ES\|MA-080898/}} · {{Object location dec\|41.307964\|1.990225\|region:ES-CT_type:landmark_source:cawiki}} · [[Categoria:Natural heritage sites in Spain]]                                |
| Palmera Excelsa de Can Tintorer               | AL 2013.12.17                              | Trachycarpus fortunei                           | 4,5x2,85x(5,20x4,20)m anys (edat estimada)      | Gavà C. Casanovas davant de la Masia de Can Tintorer 41° 18′ 35″ N, 1° 59′ 59″ E / 41.309607°N,1.999599°E                                           | MA-080898/34             | {{ca\|Palmera Excelsa de Can Tintorer (Gavà)}} · {{WLE-AD-ES\|MA-080898/34}} · {{Object location dec\|41.309607\|1.999599\|region:ES-CT_type:landmark_source:cawiki}} · [[Categoria:Natural heritage sites in Spain]]                      |
| Pi Pinyer del Parc del Calamot 1              | AL 2013.12.17                              | Pinus pinea                                     | 11x3,2x(11,00x11,50)m 260 anys (edat estimada)  | Gavà Parc del Calamot, al costat de la C-234 41° 17′ 55″ N, 1° 58′ 38″ E / 41.298524°N,1.977159°E                                                   | MA-080898/35             | {{ca\|Pi Pinyer del Parc del Calamot 1 (Gavà)}} · {{WLE-AD-ES\|MA-080898/35}} · {{Object location dec\|41.298524\|1.977159\|region:ES-CT_type:landmark_source:cawiki}} · [[Categoria:Natural heritage sites in Spain]]                     |
| Pi Pinyer del Parc del Calamot 2              | AL 2013.12.17                              | Pinus pinea                                     | 11x3,4x(13,00x13,00)m 270 anys (edat estimada)  | Gavà Parc del Calamot, al costat de la C-234 41° 17′ 55″ N, 2° 00′ 04″ E / 41.298594°N,2.001068°E                                                   | MA-080898/36             | {{ca\|Pi Pinyer del Parc del Calamot 2 (Gavà)}} · {{WLE-AD-ES\|MA-080898/36}} · {{Object location dec\|41.298594\|2,001068\|region:ES-CT_type:landmark_source:cawiki}} · [[Categoria:Natural heritage sites in Spain]]                     |
| Garrofer de la Masia de L'Horta 1             | AL 2013.12.17                              | Ceratonia siliqua                               | 7x2,1x(7,60x8,50)m 130 anys (edat estimada)     | Gavà Parc del Calamot 41° 17′ 53″ N, 2° 00′ 00″ E / 41.298179°N,1.999975°E                                                                          | MA-080898/37             | {{ca\|Garrofer de la Masia de L'Horta 1 (Gavà)}} · {{WLE-AD-ES\|MA-080898/37}} · {{Object location dec\|41.298179\|1.999975\|region:ES-CT_type:landmark_source:cawiki}} · [[Categoria:Natural heritage sites in Spain]]                    |
| Garrofer de la Masia de L'Horta 2             | AL 2013.12.17                              | Ceratonia siliqua                               | 6x3,2x(7,20x8,70)m 195 anys (edat estimada)     | Gavà Parc del Calamot 41° 17′ 53″ N, 2° 00′ 00″ E / 41.298179°N,1.999975°E                                                                          | MA-080898/38             | {{ca\|Garrofer de la Masia de L'Horta 2 (Gavà)}} · {{WLE-AD-ES\|MA-080898/38}} · {{Object location dec\|41.298179\|1.999975\|region:ES-CT_type:landmark_source:cawiki}} · [[Categoria:Natural heritage sites in Spain]]                    |
| Olivera de la Masia de L'Horta                | AL 2013.12.17                              | Olea europaea                                   | 7x1,86x(7,30x6,50)m 110 anys (edat estimada)    | Gavà Masia de can Horta 41° 17′ 51″ N, 1° 59′ 55″ E / 41.297628°N,1.998742°E                                                                        | MA-080898/39             | {{ca\|Olivera de la Masia de L'Horta (Gavà)}} · {{WLE-AD-ES\|MA-080898/39}} · {{Object location dec\|41.297628\|1.998742\|region:ES-CT_type:landmark_source:cawiki}} · [[Categoria:Natural heritage sites in Spain]]                       |
| Roure de Can Quatre 1                         | AL 2013.12.17                              | Quercus cerrioides                              | 13x2,31x(14,50x16,50)m 140 anys (edat estimada) | Gavà Camí de Can Quatre 41° 17′ 33″ N, 1° 59′ 21″ E / 41.292633°N,1.989192°E                                                                        | MA-080898/40             | {{ca\|Roure de Can Quatre 1 (Gavà)}} · {{WLE-AD-ES\|MA-080898/40}} · {{Object location dec\|41.292633\|1.989192\|region:ES-CT_type:landmark_source:cawiki}} · [[Categoria:Natural heritage sites in Spain]]                                |
| Roure de Can Quatre 2                         | AL 2013.12.17                              | Quercus cerrioides                              | 15x2,7x(17,00x14,00)m 170 anys (edat estimada)  | Gavà Camí de Can Quatre 41° 17′ 50″ N, 1° 58′ 51″ E / 41.297108°N,1.980895°E                                                                        | MA-080898/41             | {{ca\|Roure de Can Quatre 2 (Gavà)}} · {{WLE-AD-ES\|MA-080898/41}} · {{Object location dec\|41.297108\|1.980895\|region:ES-CT_type:landmark_source:cawiki}} · [[Categoria:Natural heritage sites in Spain]]                                |
| Garrofer del Pla de Queralt 1                 | AL 2013.12.17                              | Ceratonia siliqua                               | 6x2,7x(10,00x10,00)m 170 anys (edat estimada)   | Gavà Fondo de Can Llong 41° 17′ 50″ N, 1° 58′ 51″ E / 41.297108°N,1.980895°E                                                                        | MA-080898/42             | {{ca\|Garrofer del Pla de Queralt 1 (Gavà)}} · {{WLE-AD-ES\|MA-080898/42}} · {{Object location dec\|41.297108\|1.980895\|region:ES-CT_type:landmark_source:cawiki}} · [[Categoria:Natural heritage sites in Spain]]                        |
| Garrofer del Pla de Queralt 2                 | AL 2013.12.17                              | Ceratonia siliqua                               | 5x2,23x(10x9,30)m 138 anys (edat estimada)      | Gavà Fondo de can Llong 41° 17′ 50″ N, 1° 58′ 52″ E / 41.297162°N,1.980978°E                                                                        | MA-080898/43             | {{ca\|Garrofer del Pla de Queralt 2 (Gavà)}} · {{WLE-AD-ES\|MA-080898/43}} · {{Object location dec\|41.297162\|1.980978\|region:ES-CT_type:landmark_source:cawiki}} · [[Categoria:Natural heritage sites in Spain]]                        |
| Garrofer del Pla de Canyars                   | AL 2013.12.17                              | Ceratonia siliqua                               | 7x3,2x(13x10)m 200 anys (edat estimada)         | Gavà Pla de Ponent, Camí d'accés a la Fabrica abandonada 41° 17′ 26″ N, 1° 59′ 27″ E / 41.290604°N,1.990966°E                                       | MA-080898/44             | {{ca\|Garrofer del Pla de Canyars (Gavà)}} · {{WLE-AD-ES\|MA-080898/44}} · {{Object location dec\|41.290604\|1.990966\|region:ES-CT_type:landmark_source:cawiki}} · [[Categoria:Natural heritage sites in Spain]]                          |
| Garrofer de Can Torrents                      | AL 2013.12.17                              | Ceratonia siliqua                               | 11x2,66x(10x9,5)m 160 anys (edat estimada)      | Gavà Can Torrents, Vial del Calamot, banda Masia de l'Horta 41° 17′ 48″ N, 1° 59′ 50″ E / 41.296677°N,1.997204°E                                    | MA-080898/45             | {{ca\|Garrofer de Can Torrents (Gavà)}} · {{WLE-AD-ES\|MA-080898/45}} · {{Object location dec\|41.296677\|1.997204\|region:ES-CT_type:landmark_source:cawiki}} · [[Categoria:Natural heritage sites in Spain]]                             |
| Roure del Torrent de Can Quatre               | AL 2013.12.17                              | Quercus cerrioides                              | 8x2,60x(22x20)m 160 anys (edat estimada)        | Gavà Camí de can Quatre, pla de Queralt 41° 17′ 36″ N, 1° 59′ 15″ E / 41.293266°N,1.98745°E                                                         | MA-080898/46             | {{ca\|Roure del Torrent de Can Quatre (Gavà)}} · {{WLE-AD-ES\|MA-080898/46}} · {{Object location dec\|41.293266\|1.98745\|region:ES-CT_type:landmark_source:cawiki}} · [[Categoria:Natural heritage sites in Spain]]                       |
| Plataners de la Rambla                        | DL 2013.12.17                              | Platanus hispanica                              |                                                 | Gavà Rambles 41° 18′ 19″ N, 2° 00′ 27″ E / 41.305344°N,2.007486°E                                                                                   | MA-080898/arbreda01      | {{ca\|Plataners de la Rambla (Gavà)}} · {{WLE-AD-ES\|MA-080898/arbreda01}} · {{Object location dec\|41.305344\|2.007486\|region:ES-CT_type:landmark_source:cawiki}} · [[Categoria:Natural heritage sites in Spain]]                        |
| Xiprers del Parc de la Torre Lluch            | DL 2013.12.17                              | Cupressus sempervirens                          |                                                 | Gavà Parc de la Torre Lluch 41° 18′ 23″ N, 2° 00′ 19″ E / 41.306405°N,2.005189°E                                                                    | MA-080898/arbreda02      | {{ca\|Xiprers del Parc de la Torre Lluch (Gavà)}} · {{WLE-AD-ES\|MA-080898/arbreda02}} · {{Object location dec\|41.306405\|2.005189\|region:ES-CT_type:landmark_source:cawiki}} · [[Categoria:Natural heritage sites in Spain]]            |
| Jardi Botànic de la Torre Lluch               | DL 2013.12.17                              | Cupressus arizonica i altres                    |                                                 | Gavà Jardí Botànic Museu 41° 18′ 25″ N, 2° 00′ 16″ E / 41.307054°N,2.004307°E                                                                       | MA-080898/arbreda03      | {{ca\|Jardi Botànic de la Torre Lluch (Gavà)}} · {{WLE-AD-ES\|MA-080898/arbreda03}} · {{Object location dec\|41.307054\|2.004307\|region:ES-CT_type:landmark_source:cawiki}} · [[Categoria:Natural heritage sites in Spain]]               |
| Eucaliptus del Camp de Futbol de Can Tintorer | DL 2013.12.17                              | Eucalyptus camaldulensis                        |                                                 | Gavà Camp de futbol antic (Riera St. Llorenç) 41° 18′ 40″ N, 2° 00′ 10″ E / 41.311237°N,2.002655°E                                                  | MA-080898/arbreda04      | {{ca\|Eucaliptus del Camp de Futbol de Can Tintorer (Gavà)}} · {{WLE-AD-ES\|MA-080898/arbreda04}} · {{Object location dec\|41.311237\|2.002655\|region:ES-CT_type:landmark_source:cawiki}} · [[Categoria:Natural heritage sites in Spain]] |
| Xiprers del Cementiri I El Seu Entorn         | DL 2013.12.17                              | Cupressus sempervirens                          |                                                 | Gavà Cementiri i el seu antic camí 41° 18′ 24″ N, 1° 59′ 34″ E / 41.306664°N,1.992884°E                                                             | MA-080898/arbreda05      | {{ca\|Xiprers del Cementiri I El Seu Entorn (Gavà)}} · {{WLE-AD-ES\|MA-080898/arbreda05}} · {{Object location dec\|41.306664\|1.992884\|region:ES-CT_type:landmark_source:cawiki}} · [[Categoria:Natural heritage sites in Spain]]         |
| Arbreda Publica de Can Ribes                  | DL 2013.12.17                              | Cupressus arizonica i altres                    |                                                 | Gavà Viari al voltant de Can Ribes 41° 18′ 01″ N, 1° 59′ 55″ E / 41.300195°N,1.998739°E                                                             | MA-080898/arbreda06      | {{ca\|Arbreda Publica de Can Ribes (Gavà)}} · {{WLE-AD-ES\|MA-080898/arbreda06}} · {{Object location dec\|41.300195\|1.998739\|region:ES-CT_type:landmark_source:cawiki}} · [[Categoria:Natural heritage sites in Spain]]                  |
| Pineda del Parc del Calamot                   | DL 2013.12.17                              | Pinus pinea                                     |                                                 | Gavà Parc del Calamot 41° 17′ 54″ N, 2° 00′ 05″ E / 41.298318°N,2.001394°E                                                                          | MA-080898/arbreda07      | {{ca\|Pineda del Parc del Calamot (Gavà)}} · {{WLE-AD-ES\|MA-080898/arbreda07}} · {{Object location dec\|41.298318\|2.001394\|region:ES-CT_type:landmark_source:cawiki}} · [[Categoria:Natural heritage sites in Spain]]                   |
| Garroferar del Parc del Calamot               | DL 2013.12.17                              | Ceratonia siliqua                               |                                                 | Gavà Parcel·la dins del Parc del Calamot 41° 17′ 55″ N, 1° 59′ 59″ E / 41.298528°N,1.999719°E                                                       | MA-080898/arbreda08      | {{ca\|Garroferar del Parc del Calamot (Gavà)}} · {{WLE-AD-ES\|MA-080898/arbreda08}} · {{Object location dec\|41.298528\|1.999719\|region:ES-CT_type:landmark_source:cawiki}} · [[Categoria:Natural heritage sites in Spain]]               |
| Plataners del Camí del Nicasi                 | DL 2013.12.17                              | Platanus x hispanica                            |                                                 | Gavà Camí d'en Nicasi amb la Av. Del Mar 41° 16′ 32″ N, 2° 01′ 14″ E / 41.275501°N,2.020515°E                                                       | MA-080898/arbreda09      | {{ca\|Plataners del Camí del Nicasi (Gavà)}} · {{WLE-AD-ES\|MA-080898/arbreda09}} · {{Object location dec\|41.275501\|2.020515\|region:ES-CT_type:landmark_source:cawiki}} · [[Categoria:Natural heritage sites in Spain]]                 |
| Palmeres del carrer Dels Oficis               | DL 2013.12.17                              | Washingtonia filifera                           |                                                 | Gavà Zona industrial. C. Progrés amb Oficis dins la parcel·la del centre de Suport a l'empresa 41° 18′ 03″ N, 2° 00′ 49″ E / 41.300959°N,2.013667°E | MA-080898/arbreda10      | {{ca\|Palmeres del carrer Dels Oficis (Gavà)}} · {{WLE-AD-ES\|MA-080898/arbreda10}} · {{Object location dec\|41.300959\|2.013667\|region:ES-CT_type:landmark_source:cawiki}} · [[Categoria:Natural heritage sites in Spain]]               |
| Alzinar de la Rierade Canyars                 | DL 2013.12.17                              | Quercetum ilicis galloprovinciale cerroidetosum |                                                 | Gavà Ramal de la riera dels Canyars 41° 17′ 32″ N, 1° 59′ 26″ E / 41.29214°N,1.990465°E                                                             | MA-080898/arbreda11      | {{ca\|Alzinar de la Rierade Canyars (Gavà)}} · {{WLE-AD-ES\|MA-080898/arbreda11}} · {{Object location dec\|41.29214\|1.990465\|region:ES-CT_type:landmark_source:cawiki}} · [[Categoria:Natural heritage sites in Spain]]                  |
| Garroferar del Caçagats                       | DL 2013.12.17                              | Ceratonia siliqua                               |                                                 | Gavà Carretera de la Sentiu 41° 17′ 57″ N, 1° 59′ 17″ E / 41.2991°N,1.988126°E                                                                      | MA-080898/arbreda12      | {{ca\|Garroferar del Caçagats (Gavà)}} · {{WLE-AD-ES\|MA-080898/arbreda12}} · {{Object location dec\|41.2991\|1.988126\|region:ES-CT_type:landmark_source:cawiki}} · [[Categoria:Natural heritage sites in Spain]]                         |
| Garroferar de Can Llong                       | DL 2013.12.17                              | Ceratonia siliqua                               |                                                 | Gavà La Sentiu 41° 17′ 45″ N, 1° 58′ 16″ E / 41.295705°N,1.9711°E                                                                                   | MA-080898/arbreda13      | {{ca\|Garroferar de Can Llong (Gavà)}} · {{WLE-AD-ES\|MA-080898/arbreda13}} · {{Object location dec\|41.295705\|1.9711\|region:ES-CT_type:landmark_source:cawiki}} · [[Categoria:Natural heritage sites in Spain]]                         |
| Roureda del torrent del Calamot               | DL 2013.12.17                              | Quercus cerrioides                              |                                                 | Gavà Torrent del Calamot 41° 17′ 50″ N, 1° 59′ 51″ E / 41.297237°N,1.997374°E                                                                       | MA-080898/arbreda14      | {{ca\|Roureda del torrent del Calamot (Gavà)}} · {{WLE-AD-ES\|MA-080898/arbreda14}} · {{Object location dec\|41.297237\|1.997374\|region:ES-CT_type:landmark_source:cawiki}} · [[Categoria:Natural heritage sites in Spain]]               |
| Roureda del torrent de Can Quatre             | DL 2013.12.17                              | Quercus cerrioides                              |                                                 | Gavà Torrent de Can Quatre 41° 17′ 34″ N, 1° 59′ 16″ E / 41.292657°N,1.987866°E                                                                     | MA-080898/arbreda15      | {{ca\|Roureda del torrent de Can Quatre (Gavà)}} · {{WLE-AD-ES\|MA-080898/arbreda15}} · {{Object location dec\|41.292657\|1.987866\|region:ES-CT_type:landmark_source:cawiki}} · [[Categoria:Natural heritage sites in Spain]]             |
| Alberedes del Delta 1                         | Arbreda privada susceptible de catalogació | Populetum albae                                 |                                                 | Gavà Zona deltaica 41° 16′ 25″ N, 1° 59′ 57″ E / 41.273616°N,1.999142°E                                                                             | MA-080898/susceptible1.1 | {{ca\|Alberedes del Delta 1 (Gavà)}} · {{WLE-AD-ES\|MA-080898/susceptible1.1}} · {{Object location dec\|41.273616\|1.999142\|region:ES-CT_type:landmark_source:cawiki}} · [[Categoria:Natural heritage sites in Spain]]                    |
| Alberedes del Delta 2                         | Arbreda privada susceptible de catalogació | Populetum albae                                 |                                                 | Gavà Zona deltaica 41° 16′ 26″ N, 2° 00′ 04″ E / 41.273995°N,2.001167°E                                                                             | MA-080898/susceptible1.2 | {{ca\|Alberedes del Delta 2 (Gavà)}} · {{WLE-AD-ES\|MA-080898/susceptible1.2}} · {{Object location dec\|41.273995\|2.001167\|region:ES-CT_type:landmark_source:cawiki}} · [[Categoria:Natural heritage sites in Spain]]                    |
| Alberedes del Delta 3                         | Arbreda privada susceptible de catalogació | Populetum albae                                 |                                                 | Gavà Zona deltaica 41° 16′ 15″ N, 2° 00′ 10″ E / 41.270857°N,2.002886°E                                                                             | MA-080898/susceptible1.3 | {{ca\|Alberedes del Delta 3 (Gavà)}} · {{WLE-AD-ES\|MA-080898/susceptible1.3}} · {{Object location dec\|41.270857\|2.002886\|region:ES-CT_type:landmark_source:cawiki}} · [[Categoria:Natural heritage sites in Spain]]                    |
| Alberedes del Delta 4                         | Arbreda privada susceptible de catalogació | Populetum albae                                 |                                                 | Gavà Zona deltaica 41° 16′ 15″ N, 2° 00′ 20″ E / 41.270791°N,2.005515°E                                                                             | MA-080898/susceptible1.4 | {{ca\|Alberedes del Delta 4 (Gavà)}} · {{WLE-AD-ES\|MA-080898/susceptible1.4}} · {{Object location dec\|41.270791\|2.005515\|region:ES-CT_type:landmark_source:cawiki}} · [[Categoria:Natural heritage sites in Spain]]                    |
| Alberedes del Delta 5                         | Arbreda privada susceptible de catalogació | Populetum albae                                 |                                                 | Gavà Zona deltaica 41° 16′ 14″ N, 2° 00′ 31″ E / 41.270547°N,2.008504°E                                                                             | MA-080898/susceptible1.5 | {{ca\|Alberedes del Delta 5 (Gavà)}} · {{WLE-AD-ES\|MA-080898/susceptible1.5}} · {{Object location dec\|41.270547\|2.008504\|region:ES-CT_type:landmark_source:cawiki}} · [[Categoria:Natural heritage sites in Spain]]                    |
| Alberedes del Delta 6                         | Arbreda privada susceptible de catalogació | Populetum albae                                 |                                                 | Gavà Zona deltaica 41° 16′ 22″ N, 2° 02′ 10″ E / 41.272865°N,2.036057°E                                                                             | MA-080898/susceptible1.6 | {{ca\|Alberedes del Delta 6 (Gavà)}} · {{WLE-AD-ES\|MA-080898/susceptible1.6}} · {{Object location dec\|41.272865\|2.036057\|region:ES-CT_type:landmark_source:cawiki}} · [[Categoria:Natural heritage sites in Spain]]                    |
| Alberedes del Delta 7                         | Arbreda privada susceptible de catalogació | Populetum albae                                 |                                                 | Gavà Zona deltaica 41° 16′ 22″ N, 2° 02′ 13″ E / 41.272836°N,2.036822°E                                                                             | MA-080898/susceptible1.7 | {{ca\|Alberedes del Delta 7 (Gavà)}} · {{WLE-AD-ES\|MA-080898/susceptible1.7}} · {{Object location dec\|41.272836\|2.036822\|region:ES-CT_type:landmark_source:cawiki}} · [[Categoria:Natural heritage sites in Spain]]                    |
| Alberedes del Delta 8                         | Arbreda privada susceptible de catalogació | Populetum albae                                 |                                                 | Gavà Zona deltaica 41° 16′ 26″ N, 2° 02′ 21″ E / 41.273793°N,2.039028°E                                                                             | MA-080898/susceptible1.8 | {{ca\|Alberedes del Delta 8 (Gavà)}} · {{WLE-AD-ES\|MA-080898/susceptible1.8}} · {{Object location dec\|41.273793\|2.039028\|region:ES-CT_type:landmark_source:cawiki}} · [[Categoria:Natural heritage sites in Spain]]                    |
| Alberedes del Delta 9                         | Arbreda privada susceptible de catalogació | Populetum albae                                 |                                                 | Gavà Zona deltaica 41° 16′ 28″ N, 2° 02′ 10″ E / 41.274307°N,2.036154°E                                                                             | MA-080898/susceptible1.9 | {{ca\|Alberedes del Delta 9 (Gavà)}} · {{WLE-AD-ES\|MA-080898/susceptible1.9}} · {{Object location dec\|41.274307\|2.036154\|region:ES-CT_type:landmark_source:cawiki}} · [[Categoria:Natural heritage sites in Spain]]                    |
| Avellanosa del Fons dels Fangars              | Arbreda privada susceptible de catalogació | Polysticho-Coryletum                            |                                                 | Gavà Font de l'avellanosa. Fons dels Fangars 41° 18′ 54″ N, 1° 58′ 37″ E / 41.315007°N,1.976933°E                                                   | MA-080898/susceptible02  | {{ca\|Avellanosa del Fons dels Fangars (Gavà)}} · {{WLE-AD-ES\|MA-080898/susceptible02}} · {{Object location dec\|41.315007\|1.976933\|region:ES-CT_type:landmark_source:cawiki}} · [[Categoria:Natural heritage sites in Spain]]          |
| Sureda de Rocabruna                           | Arbreda privada susceptible de catalogació | Carici depresae-Quercetum suberis               |                                                 | Gavà Camí de Ca n'Amat 41° 18′ 50″ N, 1° 58′ 24″ E / 41.31384°N,1.973416°E                                                                          | MA-080898/susceptible03  | {{ca\|Sureda de Rocabruna (Gavà)}} · {{WLE-AD-ES\|MA-080898/susceptible03}} · {{Object location dec\|41.31384\|1.973416\|region:ES-CT_type:landmark_source:cawiki}} · [[Categoria:Natural heritage sites in Spain]]                        |
| Garroferar de Can Dardena                     | Arbreda privada susceptible de catalogació | Ceratonia siliqua                               |                                                 | Gavà Camí sobre Can Dardena 41° 17′ 54″ N, 1° 57′ 33″ E / 41.298436°N,1.959235°E                                                                    | MA-080898/susceptible04  | {{ca\|Garroferar de Can Dardena (Gavà)}} · {{WLE-AD-ES\|MA-080898/susceptible04}} · {{Object location dec\|41.298436\|1.959235\|region:ES-CT_type:landmark_source:cawiki}} · [[Categoria:Natural heritage sites in Spain]]                 |
| Alzinar del Torrent de Les Comes              | Arbreda privada susceptible de catalogació | Quercus ilex i Quercus humilis                  |                                                 | Gavà Camí del boscos amb can Mas 41° 18′ 48″ N, 1° 57′ 49″ E / 41.313292°N,1.963523°E                                                               | MA-080898/susceptible05  | {{ca\|Alzinar del Torrent de Les Comes (Gavà)}} · {{WLE-AD-ES\|MA-080898/susceptible05}} · {{Object location dec\|41.313292\|1.963523\|region:ES-CT_type:landmark_source:cawiki}} · [[Categoria:Natural heritage sites in Spain]]          |
| Jardins de Can Ribes                          | Arbreda privada susceptible de catalogació | Espècies vàries                                 |                                                 | Gavà Masia de Can Ribes 41° 18′ 01″ N, 1° 59′ 52″ E / 41.300266°N,1.997663°E                                                                        | MA-080898/susceptible06  | {{ca\|Jardins de Can Ribes (Gavà)}} · {{WLE-AD-ES\|MA-080898/susceptible06}} · {{Object location dec\|41.300266\|1.997663\|region:ES-CT_type:landmark_source:cawiki}} · [[Categoria:Natural heritage sites in Spain]]                      |
| Garroferar de Can Arrufat                     | Arbreda privada susceptible de catalogació | Ceratonia siliqua                               |                                                 | Gavà La Sentiu prop de la Casa Vella 41° 17′ 47″ N, 1° 58′ 11″ E / 41.296324°N,1.969776°E                                                           | MA-080898/susceptible07  | {{ca\|Garroferar de Can Arrufat (Gavà)}} · {{WLE-AD-ES\|MA-080898/susceptible07}} · {{Object location dec\|41.296324\|1.969776\|region:ES-CT_type:landmark_source:cawiki}} · [[Categoria:Natural heritage sites in Spain]]                 |

## El Prat de Llobregat
| Nom                                       | Protecció     | Espècie / situació               | Alçària x volt del canó x capçada | Localització                                                                                          | Codi | Imatge |                                                                                          |
| ----------------------------------------- | ------------- | -------------------------------- | --------------------------------- | --- | ---- | --- | ---------------------------------------------------------------------------------------- |
| Eucaliptus del C.P. Menéndez Pelayo       | AL 1996.02.01 | Eucalyptus camaldulensis         |                                   | el Prat de Llobregat Pati del CEIP el Parc 41° 19′ 39″ N, 2° 05′ 28″ E / 41.327383°N,2.091227°E       |      | {{ca\|Eucaliptus del C.P. Menéndez Pelayo (el Prat de Llobregat)}} · {{WLE-AD-ES\|}} · {{Object location dec\|41.327383\|2.091227\|region:ES-CT_type:landmark_source:cawiki}} · [[Categoria:Natural heritage sites in Spain]]       |                                                                                          |
| Cuprés del Parc del Fondo d'en Peixo      | AL 1996.02.01 | Cupressus macrocarpa             |                                   | el Prat de Llobregat                                                                                  |      | {{ca\|Cuprés del Parc del Fondo d'en Peixo (el Prat de Llobregat)}} · {{WLE-AD-ES\|}} · {{Object location dec\| | region:ES-CT_type:landmark_source:cawiki}} [[Categoria:Natural heritage sites in Spain]] |
| Àlber del Parc del Fondo d'en Peixo       | AL 1996.02.01 | Populus alba                     |                                   | el Prat de Llobregat Parc del Fondo d'en Peixo                                                        |      | {{ca\|Àlber del Parc del Fondo d'en Peixo (el Prat de Llobregat)}} · {{WLE-AD-ES\|}} · {{Object location dec\| | region:ES-CT_type:landmark_source:cawiki}} [[Categoria:Natural heritage sites in Spain]] |
| Ailant de la plaça de l'Església          | AL 1996.02.01 | Ailanthus altissima              |                                   | el Prat de Llobregat Pl. de l'Església 41° 19′ 53″ N, 2° 05′ 35″ E / 41.331444°N,2.092989°E           |      | {{ca\|Ailant de la plaça de l'Església (el Prat de Llobregat)}} · {{WLE-AD-ES\|}} · {{Object location dec\|41.331444\|2.092989\|region:ES-CT_type:landmark_source:cawiki}} · [[Categoria:Natural heritage sites in Spain]]          |                                                                                          |
| Palmeres de la plaça de l'Església I i II | AL 1996.02.01 | Phoenix canariensis              |                                   | el Prat de Llobregat Pl. de l'Església 41° 19′ 51″ N, 2° 05′ 32″ E / 41.330767°N,2.092295°E           |      | {{ca\|Palmeres de la plaça de l'Església I i II (el Prat de Llobregat)}} · {{WLE-AD-ES\|}} · {{Object location dec\|41.330767\|2.092295\|region:ES-CT_type:landmark_source:cawiki}} · [[Categoria:Natural heritage sites in Spain]] |                                                                                          |
| Alzina del Parc del Fondo d'en Peixo      | AL 1996.02.01 | Quercus ilex                     |                                   | el Prat de Llobregat                                                                                  |      | {{ca\|Alzina del Parc del Fondo d'en Peixo (el Prat de Llobregat)}} · {{WLE-AD-ES\|}} · {{Object location dec\| | region:ES-CT_type:landmark_source:cawiki}} [[Categoria:Natural heritage sites in Spain]] |
| Casuarina del Parc del Fondo d'en Peixo   | AL 1996.02.01 | Casuarina equisetifolia          |                                   | el Prat de Llobregat                                                                                  |      | {{ca\|Casuarina del Parc del Fondo d'en Peixo (el Prat de Llobregat)}} · {{WLE-AD-ES\|}} · {{Object location dec\| | region:ES-CT_type:landmark_source:cawiki}} [[Categoria:Natural heritage sites in Spain]] |
| Casuarina de la plaça de Pau Casals       | AL 1996.02.01 | Casuarina equisetifolia          |                                   | el Prat de Llobregat Plaça de Pau Casals 41° 19′ 35″ N, 2° 05′ 38″ E / 41.326404°N,2.093881°E         |      | {{ca\|Casuarina de la plaça de Pau Casals (el Prat de Llobregat)}} · {{WLE-AD-ES\|}} · {{Object location dec\|41.326404\|2.093881\|region:ES-CT_type:landmark_source:cawiki}} · [[Categoria:Natural heritage sites in Spain]]       |                                                                                          |
| Palmeres de la plaça de Pau Casals I i II | AL 1996.02.01 | Phoenix canariensis              |                                   | el Prat de Llobregat Plaça de Pau Casals 41° 19′ 33″ N, 2° 05′ 38″ E / 41.325891°N,2.093856°E         |      | {{ca\|Palmeres de la plaça de Pau Casals I i II (el Prat de Llobregat)}} · {{WLE-AD-ES\|}} · {{Object location dec\|41.325891\|2.093856\|region:ES-CT_type:landmark_source:cawiki}} · [[Categoria:Natural heritage sites in Spain]] |                                                                                          |
| Palmera de la Torre Muntades              | AL 1996.02.01 | Phoenix canariensis              |                                   | el Prat de Llobregat                                                                                  |      | {{ca\|Palmera de la Torre Muntades (el Prat de Llobregat)}} · {{WLE-AD-ES\|}} · {{Object location dec\| | region:ES-CT_type:landmark_source:cawiki}} [[Categoria:Natural heritage sites in Spain]] |
| Washingtònia de la Torre Muntades         | AL 1996.02.01 | Washingtonia robusta             |                                   | el Prat de Llobregat                                                                                  |      | {{ca\|Washingtònia de la Torre Muntades (el Prat de Llobregat)}} · {{WLE-AD-ES\|}} · {{Object location dec\| | region:ES-CT_type:landmark_source:cawiki}} [[Categoria:Natural heritage sites in Spain]] |
| Tamariu de la carretera de l'Aviació      | AL 1996.02.01 | Tamarix gallica                  |                                   | el Prat de Llobregat                                                                                  |      | {{ca\|Tamariu de la carretera de l'Aviació (el Prat de Llobregat)}} · {{WLE-AD-ES\|}} · {{Object location dec\| | region:ES-CT_type:landmark_source:cawiki}} [[Categoria:Natural heritage sites in Spain]] |
| Àlbers de Can Bou (Pryca) I i II          | AL 1996.02.01 | Populus alba                     |                                   | el Prat de Llobregat                                                                                  |      | {{ca\|Àlbers de Can Bou (Pryca) I i II (el Prat de Llobregat)}} · {{WLE-AD-ES\|}} · {{Object location dec\| | region:ES-CT_type:landmark_source:cawiki}} [[Categoria:Natural heritage sites in Spain]] |
| Palmeres de Can Bou (Pryca) I i II        | AL 1996.02.01 | Phoenix canariensis              |                                   | el Prat de Llobregat                                                                                  |      | {{ca\|Palmeres de Can Bou (Pryca) I i II (el Prat de Llobregat)}} · {{WLE-AD-ES\|}} · {{Object location dec\| | region:ES-CT_type:landmark_source:cawiki}} [[Categoria:Natural heritage sites in Spain]] |
| Àlber de Can Negre                        | AL 1996.02.01 | Populus alba                     |                                   | el Prat de Llobregat                                                                                  |      | {{ca\|Àlber de Can Negre (el Prat de Llobregat)}} · {{WLE-AD-ES\|}} · {{Object location dec\| | region:ES-CT_type:landmark_source:cawiki}} [[Categoria:Natural heritage sites in Spain]] |
| Washingtònia de Can Roigé                 | AL 1996.02.01 | Washingtonia filifera            |                                   | el Prat de Llobregat                                                                                  |      | {{ca\|Washingtònia de Can Roigé (el Prat de Llobregat)}} · {{WLE-AD-ES\|}} · {{Object location dec\| | region:ES-CT_type:landmark_source:cawiki}} [[Categoria:Natural heritage sites in Spain]] |
| Palmera de l'av. Verge de Montserrat      | AL 1996.02.01 | Phoenix canariensis              |                                   | el Prat de Llobregat                                                                                  |      | {{ca\|Palmera de l'av. Verge de Montserrat (el Prat de Llobregat)}} · {{WLE-AD-ES\|}} · {{Object location dec\| | region:ES-CT_type:landmark_source:cawiki}} [[Categoria:Natural heritage sites in Spain]] |
| Palmera del Col·legi la Seda              | AL 1996.02.01 | Phoenix canariensis Desapareguda |                                   | el Prat de Llobregat                                                                                  |      | {{ca\|Palmera del Col·legi la Seda (el Prat de Llobregat)}} · {{WLE-AD-ES\|}} · {{Object location dec\| | region:ES-CT_type:landmark_source:cawiki}} [[Categoria:Natural heritage sites in Spain]] |
| Roures del Parc del Fondo d'en Peixo      | DL 1996.02.01 | Quercus petraea?                 |                                   | el Prat de Llobregat                                                                                  |      | {{ca\|Roures del Parc del Fondo d'en Peixo (el Prat de Llobregat)}} · {{WLE-AD-ES\|}} · {{Object location dec\| | region:ES-CT_type:landmark_source:cawiki}} [[Categoria:Natural heritage sites in Spain]] |
| Casuarines del jardí del Racó de l'Ombra  | DL 1996.02.01 | Casuarina equisetifolia          | 14 exemplars                      | el Prat de Llobregat Jardins del Racó de l'Ombra 41° 19′ 10″ N, 2° 05′ 35″ E / 41.319522°N,2.093104°E |      | {{ca\|Casuarines del jardí del Racó de l'Ombra (el Prat de Llobregat)}} · {{WLE-AD-ES\|}} · {{Object location dec\|41.319522\|2.093104\|region:ES-CT_type:landmark_source:cawiki}} · [[Categoria:Natural heritage sites in Spain]]  |                                                                                          |

## Sant Boi de Llobregat
Nota: El maig de 2015 l'Ajuntament de Sant Boi ha aprovat un nou catàleg d'arbres i arbredes d'interès local, que inclou 102 arbres i 16 arbredes. Aquesta secció es basa en fonts anteriors a aquest catàleg i pot ser incompleta o desactualitzada.
| Nom                                          | Protecció     | Espècie / situació                         | Alçària x volt del canó x capçada | Localització | Codi                         | Imatge |                                                                                          |
| -------------------------------------------- | ------------- | ------------------------------------------ | --------------------------------- | --- | ---------------------------- | --- | ---------------------------------------------------------------------------------------- |
| Ciques del Parc de Marianao                  | AL 2002.12.16 | Cycas revoluta Exòtica                     | 3,0 x 1,10 x 2,2                  | Sant Boi de Llobregat | MA-082009/SB-01 MA-11.200.21 | {{ca\|Ciques del Parc de Marianao (Sant Boi de Llobregat)}} · {{WLE-AD-ES\|MA-082009/SB-01 · MA-11.200.21}} · {{Object location dec\| | region:ES-CT_type:landmark_source:cawiki}} [[Categoria:Natural heritage sites in Spain]] |
| Palmera bútia del Parc de Marianao           | AL 2002.12.16 | Butia capitata                             |                                   | Sant Boi de Llobregat | MA-082009/SBO14              | {{ca\|Palmera bútia del Parc de Marianao (Sant Boi de Llobregat)}} · {{WLE-AD-ES\|MA-082009/SBO14}} · {{Object location dec\| | region:ES-CT_type:landmark_source:cawiki}} [[Categoria:Natural heritage sites in Spain]] |
| Cupressos del Carrer de la Ginesta, 4        | AL 2002.12.16 | Cupressus macrocarpa                       |                                   | Sant Boi de Llobregat Carrer de la Ginesta, 4 (Marianao)                                                                        | MA-082009/SBO-10             | {{ca\|Cupressos del Carrer de la Ginesta, 4 (Sant Boi de Llobregat)}} · {{WLE-AD-ES\|MA-082009/SBO-10}} · {{Object location dec\| | region:ES-CT_type:landmark_source:cawiki}} [[Categoria:Natural heritage sites in Spain]] |
| Magnòlia de la Ronda de Sant Ramon           | AL 2002.12.16 | Magnolia grandiflora (traspl. ~1999)       |                                   | Sant Boi de Llobregat Ronda de Sant Ramon / c. Girona                                                                           | MA-082009/SBO-02             | {{ca\|Magnòlia de la Ronda de Sant Ramon (Sant Boi de Llobregat)}} · {{WLE-AD-ES\|MA-082009/SBO-02}} · {{Object location dec\| | region:ES-CT_type:landmark_source:cawiki}} [[Categoria:Natural heritage sites in Spain]] |
| Ciques de Can Salat                          | AL 2002.12.16 | Cycas revoluta                             |                                   | Sant Boi de Llobregat CEIP Benviure, C. Can Paulet 1                                                                            | MA-082009/SBO-03             | {{ca\|Ciques de Can Salat (Sant Boi de Llobregat)}} · {{WLE-AD-ES\|MA-082009/SBO-03}} · {{Object location dec\| | region:ES-CT_type:landmark_source:cawiki}} [[Categoria:Natural heritage sites in Spain]] |
| Cedre de Can Salat                           | AL 2002.12.16 | Cedrus libani                              |                                   | Sant Boi de Llobregat CEIP Benviure, C. Can Paulet 1 41° 20′ 46″ N, 2° 01′ 22″ E / 41.346131°N,2.022721°E                       | MA-082009/SBO-04             | {{ca\|Cedre de Can Salat (Sant Boi de Llobregat)}} · {{WLE-AD-ES\|MA-082009/SBO-04}} · {{Object location dec\|41.346131\|2.022721\|region:ES-CT_type:landmark_source:cawiki}} · [[Categoria:Natural heritage sites in Spain]]                        |                                                                                          |
| Còcul de Can Salat                           | AL 2002.12.16 | Cocculus laurifolius                       |                                   | Sant Boi de Llobregat CEIP Benviure, C. Can Paulet 1                                                                            | MA-082009/SBO-05             | {{ca\|Còcul de Can Salat (Sant Boi de Llobregat)}} · {{WLE-AD-ES\|MA-082009/SBO-05}} · {{Object location dec\| | region:ES-CT_type:landmark_source:cawiki}} [[Categoria:Natural heritage sites in Spain]] |
| Palmera de Torrefigueres I                   | AL 2002.12.16 | Phoenix dactylifera                        |                                   | Sant Boi de Llobregat c. Torrefigueres                                                                                          | MA-082009/SBO-06             | {{ca\|Palmera de Torrefigueres I (Sant Boi de Llobregat)}} · {{WLE-AD-ES\|MA-082009/SBO-06}} · {{Object location dec\| | region:ES-CT_type:landmark_source:cawiki}} [[Categoria:Natural heritage sites in Spain]] |
| Palmera de Torrefigueres II                  | AL 2002.12.16 | Phoenix dactylifera                        |                                   | Sant Boi de Llobregat c. Baldiri Aleu                                                                                           | MA-082009/SBO-07             | {{ca\|Palmera de Torrefigueres II (Sant Boi de Llobregat)}} · {{WLE-AD-ES\|MA-082009/SBO-07}} · {{Object location dec\| | region:ES-CT_type:landmark_source:cawiki}} [[Categoria:Natural heritage sites in Spain]] |
| Palmera de Can Gibert                        | AL 2002.12.16 | Phoenix dactylifera                        |                                   | Sant Boi de Llobregat c. Bonaventura Calopa, 4                                                                                  | MA-082009/SBO-08             | {{ca\|Palmera de Can Gibert (Sant Boi de Llobregat)}} · {{WLE-AD-ES\|MA-082009/SBO-08}} · {{Object location dec\| | region:ES-CT_type:landmark_source:cawiki}} [[Categoria:Natural heritage sites in Spain]] |
| Araucària de Can Castells                    | AL 2002.12.16 | Araucaria heterophylla                     |                                   | Sant Boi de Llobregat | MA-082009/SBO-09             | {{ca\|Araucària de Can Castells (Sant Boi de Llobregat)}} · {{WLE-AD-ES\|MA-082009/SBO-09}} · {{Object location dec\| | region:ES-CT_type:landmark_source:cawiki}} [[Categoria:Natural heritage sites in Spain]] |
| Ciques de Can Castells                       | AL 2002.12.16 | Cycas revoluta                             |                                   | Sant Boi de Llobregat | MA-082009/SBO-15             | {{ca\|Ciques de Can Castells (Sant Boi de Llobregat)}} · {{WLE-AD-ES\|MA-082009/SBO-15}} · {{Object location dec\| | region:ES-CT_type:landmark_source:cawiki}} [[Categoria:Natural heritage sites in Spain]] |
| Parquisònia de Can Castells                  | AL 2002.12.16 | Parkinsonia aculeata                       |                                   | Sant Boi de Llobregat | MA-082009/SBO-16             | {{ca\|Parquisònia de Can Castells (Sant Boi de Llobregat)}} · {{WLE-AD-ES\|MA-082009/SBO-16}} · {{Object location dec\| | region:ES-CT_type:landmark_source:cawiki}} [[Categoria:Natural heritage sites in Spain]] |
| Pebrer bord del Molí Nou                     | AL 2002.12.16 | Schinus molle                              |                                   | Sant Boi de Llobregat plaça del c. Lluís Millet                                                                                 | MA-082009/SBO-10             | {{ca\|Pebrer bord del Molí Nou (Sant Boi de Llobregat)}} · {{WLE-AD-ES\|MA-082009/SBO-10}} · {{Object location dec\| | region:ES-CT_type:landmark_source:cawiki}} [[Categoria:Natural heritage sites in Spain]] |
| Alzina de la Torre del Sol                   | AL 2002.12.16 | Quercus ilex                               |                                   | Sant Boi de Llobregat | MA-082009/SBO-12             | {{ca\|Alzina de la Torre del Sol (Sant Boi de Llobregat)}} · {{WLE-AD-ES\|MA-082009/SBO-12}} · {{Object location dec\| | region:ES-CT_type:landmark_source:cawiki}} [[Categoria:Natural heritage sites in Spain]] |
| Casuarina de la Torre del Sol                | AL 2002.12.16 | Casuarina cunninghamiana                   |                                   | Sant Boi de Llobregat | MA-082009/SBO-13             | {{ca\|Casuarina de la Torre del Sol (Sant Boi de Llobregat)}} · {{WLE-AD-ES\|MA-082009/SBO-13}} · {{Object location dec\| | region:ES-CT_type:landmark_source:cawiki}} [[Categoria:Natural heritage sites in Spain]] |
| Magnòlies de la Torre del Sol                | AL 2002.12.16 | Magnolia grandiflora                       |                                   | Sant Boi de Llobregat | MA-082009/SBO-04             | {{ca\|Magnòlies de la Torre del Sol (Sant Boi de Llobregat)}} · {{WLE-AD-ES\|MA-082009/SBO-04}} · {{Object location dec\| | region:ES-CT_type:landmark_source:cawiki}} [[Categoria:Natural heritage sites in Spain]] |
| Til·lers de la Torre del Sol                 | AL 2002.12.16 | Tilia platyphyllos                         |                                   | Sant Boi de Llobregat | MA-082009/SBO-05             | {{ca\|Til·lers de la Torre del Sol (Sant Boi de Llobregat)}} · {{WLE-AD-ES\|MA-082009/SBO-05}} · {{Object location dec\| | region:ES-CT_type:landmark_source:cawiki}} [[Categoria:Natural heritage sites in Spain]] |
| Palmera de la Plaça de l'Ajuntament          | AL 2002.12.16 | Phoenix dactylifera                        |                                   | Sant Boi de Llobregat | MA-082009/SBO-17             | {{ca\|Palmera de la Plaça de l'Ajuntament (Sant Boi de Llobregat)}} · {{WLE-AD-ES\|MA-082009/SBO-17}} · {{Object location dec\| | region:ES-CT_type:landmark_source:cawiki}} [[Categoria:Natural heritage sites in Spain]] |
| Palmera de la Plaça de Cristòfor Rebull      | AL 2002.12.16 | Phoenix canariensis                        |                                   | Sant Boi de Llobregat | MA-082009/SBO-18             | {{ca\|Palmera de la Plaça de Cristòfor Rebull (Sant Boi de Llobregat)}} · {{WLE-AD-ES\|MA-082009/SBO-18}} · {{Object location dec\| | region:ES-CT_type:landmark_source:cawiki}} [[Categoria:Natural heritage sites in Spain]] |
| Palmeres washingtònies del Parc de Marianao  | DL 2002.12.16 | Washingtonia robusta i W. filifera         |                                   | Sant Boi de Llobregat | MA-082009/SBO-01             | {{ca\|Palmeres washingtònies del Parc de Marianao (Sant Boi de Llobregat)}} · {{WLE-AD-ES\|MA-082009/SBO-01}} · {{Object location dec\| | region:ES-CT_type:landmark_source:cawiki}} [[Categoria:Natural heritage sites in Spain]] |
| Palmeres canàries del Parc de Marianao       | DL 2002.12.16 | Phoenix canariensis                        |                                   | Sant Boi de Llobregat | MA-082009/SBO-02             | {{ca\|Palmeres canàries del Parc de Marianao (Sant Boi de Llobregat)}} · {{WLE-AD-ES\|MA-082009/SBO-02}} · {{Object location dec\| | region:ES-CT_type:landmark_source:cawiki}} [[Categoria:Natural heritage sites in Spain]] |
| Margallons del Parc de Marianao              | DL 2002.12.16 | Chamaerops humilis i Trachycarpus fortunei |                                   | Sant Boi de Llobregat | MA-082009/SBO-03             | {{ca\|Margallons del Parc de Marianao (Sant Boi de Llobregat)}} · {{WLE-AD-ES\|MA-082009/SBO-03}} · {{Object location dec\| | region:ES-CT_type:landmark_source:cawiki}} [[Categoria:Natural heritage sites in Spain]] |
| Teixos del Parc de Marianao                  | DL 2002.12.16 | Taxus baccata                              |                                   | Sant Boi de Llobregat | MA-082009/SBO-09             | {{ca\|Teixos del Parc de Marianao (Sant Boi de Llobregat)}} · {{WLE-AD-ES\|MA-082009/SBO-09}} · {{Object location dec\| | region:ES-CT_type:landmark_source:cawiki}} [[Categoria:Natural heritage sites in Spain]] |
| Eucaliptus del Carrer dels Eucaliptus        | DL 2002.12.16 | Eucalyptus globulus                        |                                   | Sant Boi de Llobregat Carrer dels Eucaliptus (Marianao)                                                                         | MA-082009/SBO-07             | {{ca\|Eucaliptus del Carrer dels Eucaliptus (Sant Boi de Llobregat)}} · {{WLE-AD-ES\|MA-082009/SBO-07}} · {{Object location dec\| | region:ES-CT_type:landmark_source:cawiki}} [[Categoria:Natural heritage sites in Spain]] |
| Pineda de la Torre del Sol                   | DL 2002.12.16 | Pinus halepensis                           |                                   | Sant Boi de Llobregat | MA-082009/SBO-06             | {{ca\|Pineda de la Torre del Sol (Sant Boi de Llobregat)}} · {{WLE-AD-ES\|MA-082009/SBO-06}} · {{Object location dec\| | region:ES-CT_type:landmark_source:cawiki}} [[Categoria:Natural heritage sites in Spain]] |
| Pineda del Puig del Castell                  | DL 2002.12.16 | Pinus halepensis                           |                                   | Sant Boi de Llobregat | MA-082009/SBO-13             | {{ca\|Pineda del Puig del Castell (Sant Boi de Llobregat)}} · {{WLE-AD-ES\|MA-082009/SBO-13}} · {{Object location dec\| | region:ES-CT_type:landmark_source:cawiki}} [[Categoria:Natural heritage sites in Spain]] |
| Iuques dels Camps Blancs                     | DL 2002.12.16 | Yucca elephantipes                         |                                   | Sant Boi de Llobregat Ambulatori                                                                                                | MA-082009/SBO-08             | {{ca\|Iuques dels Camps Blancs (Sant Boi de Llobregat)}} · {{WLE-AD-ES\|MA-082009/SBO-08}} · {{Object location dec\| | region:ES-CT_type:landmark_source:cawiki}} [[Categoria:Natural heritage sites in Spain]] |
| Plataners del camí antic de la Colònia Güell | DL 2002.12.16 | Platanus × hispanica                       |                                   | Sant Boi de Llobregat av. M. Girona, c. Torres i Bages, rambla Rafael Casanova, c. Doctor A. Pujades fins al final del c. Soler | MA-082009/SBO-11             | {{ca\|Plataners del camí antic de la Colònia Güell (Sant Boi de Llobregat)}} · {{WLE-AD-ES\|MA-082009/SBO-11}} · {{Object location dec\| | region:ES-CT_type:landmark_source:cawiki}} [[Categoria:Natural heritage sites in Spain]] |
| Tipuanes de la Plaça de l'Ajuntament         | DL 2002.12.16 | Tipuana tipu                               |                                   | Sant Boi de Llobregat Plaça de l'Ajuntament 41° 20′ 50″ N, 2° 02′ 35″ E / 41.347331°N,2.043107°E                                | MA-082009/SBO-12             | {{ca\|Tipuanes de la Plaça de l'Ajuntament (Sant Boi de Llobregat)}} · {{WLE-AD-ES\|MA-082009/SBO-12}} · {{Object location dec\|41.347331\|2.043107\|region:ES-CT_type:landmark_source:cawiki}} · [[Categoria:Natural heritage sites in Spain]]      |                                                                                          |
| Garrofers del Carrer de Salvador Aulestia    | DL 2002.12.16 | Ceratonia siliqua                          |                                   | Sant Boi de Llobregat Escola Vicente Ferrer C. Eusebi Güell 41° 20′ 47″ N, 2° 01′ 35″ E / 41.346492°N,2.026376°E                | MA-082009/SBO-14             | {{ca\|Garrofers del Carrer de Salvador Aulestia (Sant Boi de Llobregat)}} · {{WLE-AD-ES\|MA-082009/SBO-14}} · {{Object location dec\|41.346492\|2.026376\|region:ES-CT_type:landmark_source:cawiki}} · [[Categoria:Natural heritage sites in Spain]] |                                                                                          |
| Roure del Carrer dels Roures                 | AL 2004.04.26 | Quercus cerrioides                         |                                   | Sant Boi de Llobregat Carrer dels Roures (Marianao)                                                                             | MA-082009/SBO-19             | {{ca\|Roure del Carrer dels Roures (Sant Boi de Llobregat)}} · {{WLE-AD-ES\|MA-082009/SBO-19}} · {{Object location dec\| | region:ES-CT_type:landmark_source:cawiki}} [[Categoria:Natural heritage sites in Spain]] |
| Palmera de Can Barraquer                     | AL 2004.04.26 | Phoenix canariensis                        |                                   | Sant Boi de Llobregat | MA-082009/SBO-11             | {{ca\|Palmera de Can Barraquer (Sant Boi de Llobregat)}} · {{WLE-AD-ES\|MA-082009/SBO-11}} · {{Object location dec\| | region:ES-CT_type:landmark_source:cawiki}} [[Categoria:Natural heritage sites in Spain]] |
| Roure de la Font de Golbes                   | AL 2004.04.26 | Quercus cerrioides                         |                                   | Sant Boi de Llobregat | MA-082009/SBO-20             | {{ca\|Roure de la Font de Golbes (Sant Boi de Llobregat)}} · {{WLE-AD-ES\|MA-082009/SBO-20}} · {{Object location dec\| | region:ES-CT_type:landmark_source:cawiki}} [[Categoria:Natural heritage sites in Spain]] |
| Robínies de Sant Ramon                       | DL 2004.04.26 | Robinia pseudoacacia                       |                                   | Sant Boi de Llobregat | MA-082009/SBO-15             | {{ca\|Robínies de Sant Ramon (Sant Boi de Llobregat)}} · {{WLE-AD-ES\|MA-082009/SBO-15}} · {{Object location dec\| | region:ES-CT_type:landmark_source:cawiki}} [[Categoria:Natural heritage sites in Spain]] |
| Oms de Can Paulet-Canons                     | DL 2004.04.26 | Ulmus minor                                |                                   | Sant Boi de Llobregat | MA-082009/SBO-16             | {{ca\|Oms de Can Paulet-Canons (Sant Boi de Llobregat)}} · {{WLE-AD-ES\|MA-082009/SBO-16}} · {{Object location dec\| | region:ES-CT_type:landmark_source:cawiki}} [[Categoria:Natural heritage sites in Spain]] |
| Roures de Can Paulet-Canons                  | DL 2004.04.26 | Quercus pubescens                          |                                   | Sant Boi de Llobregat | MA-082009/SBO-17             | {{ca\|Roures de Can Paulet-Canons (Sant Boi de Llobregat)}} · {{WLE-AD-ES\|MA-082009/SBO-17}} · {{Object location dec\| | region:ES-CT_type:landmark_source:cawiki}} [[Categoria:Natural heritage sites in Spain]] |

## Sant Joan Despí
| Nom                                            | Protecció     | Espècie / situació   | Alçària x volt del canó x capçada         | Localització                                                                                         | Codi  | Imatge |                                                                                          |
| ---------------------------------------------- | ------------- | -------------------- | ----------------------------------------- | --- | ----- | --- | ---------------------------------------------------------------------------------------- |
| Teix del Cementiri                             | AL 2006.07.13 | Taxus baccata        |                                           | Sant Joan Despí Cementiri municipal                                                                  |       | {{ca\|Teix del Cementiri (Sant Joan Despí)}} · {{WLE-AD-ES\|}} · {{Object location dec\| | region:ES-CT_type:landmark_source:cawiki}} [[Categoria:Natural heritage sites in Spain]] |
| Teix de Torreblanca, el Teix de Quatre Peus    | AL 2006.07.13 | Taxus baccata        | 5,5x(0,60+0,82+0,57+0,47)x6 m             | Sant Joan Despí Parc de Torreblanca 41° 22′ 40″ N, 2° 03′ 25″ E / 41.377794°N,2.057052°E             | fitxa | {{ca\|Teix de Torreblanca (Sant Joan Despí)}} · {{WLE-AD-ES\|}} · {{Object location dec\|41.377794\|2.057052\|region:ES-CT_type:landmark_source:cawiki}} · [[Categoria:Natural heritage sites in Spain]]                |                                                                                          |
| Margalló de l'Ermita                           | AL 2006.07.13 | Chamaerops humilis   |                                           | Sant Joan Despí Plaça de l'Ermita 41° 21′ 59″ N, 2° 03′ 22″ E / 41.366278°N,2.056102°E               |       | {{ca\|Margalló de l'Ermita (Sant Joan Despí)}} · {{WLE-AD-ES\|}} · {{Object location dec\|41.366278\|2.056102\|region:ES-CT_type:landmark_source:cawiki}} · [[Categoria:Natural heritage sites in Spain]]               |                                                                                          |
| Margalló de la Sardana                         | AL 2006.07.13 | Chamaerops humilis   |                                           | Sant Joan Despí Plaça de la Sardana 41° 22′ 10″ N, 2° 03′ 29″ E / 41.369545°N,2.058166°E             |       | {{ca\|Margalló de la Sardana (Sant Joan Despí)}} · {{WLE-AD-ES\|}} · {{Object location dec\|41.369545\|2.058166\|region:ES-CT_type:landmark_source:cawiki}} · [[Categoria:Natural heritage sites in Spain]]             |                                                                                          |
| Margalló del Mercat                            | AL 2006.07.13 | Chamaerops humilis   |                                           | Sant Joan Despí                                                                                      |       | {{ca\|Margalló del Mercat (Sant Joan Despí)}} · {{WLE-AD-ES\|}} · {{Object location dec\| | region:ES-CT_type:landmark_source:cawiki}} [[Categoria:Natural heritage sites in Spain]] |
| Plataners de les Begudes                       | AL 2006.07.13 | Platanus x hispanica |                                           | Sant Joan Despí Carretera BV-2001 - Les Begudes 41° 22′ 27″ N, 2° 02′ 47″ E / 41.374180°N,2.046290°E |       | {{ca\|Plataners de les Begudes (Sant Joan Despí)}} · {{WLE-AD-ES\|}} · {{Object location dec\|41.374180\|2.046290\|region:ES-CT_type:landmark_source:cawiki}} · [[Categoria:Natural heritage sites in Spain]]           |                                                                                          |
| Cedre de l'Atles de Torreblanca                | AL 2006.07.13 | Cedrus atlantica     |                                           | Sant Joan Despí Parc de Torreblanca                                                                  |       | {{ca\|Cedre de l'Atles de Torreblanca (Sant Joan Despí)}} · {{WLE-AD-ES\|}} · {{Object location dec\| | region:ES-CT_type:landmark_source:cawiki}} [[Categoria:Natural heritage sites in Spain]] |
| Cedre d'Himàlaia de Torreblanca                | AL 2006.07.13 | Cedrus deodara       |                                           | Sant Joan Despí Parc de Torreblanca                                                                  |       | {{ca\|Cedre d'Himàlaia de Torreblanca (Sant Joan Despí)}} · {{WLE-AD-ES\|}} · {{Object location dec\| | region:ES-CT_type:landmark_source:cawiki}} [[Categoria:Natural heritage sites in Spain]] |
| Pi pinyoner de Torreblanca                     | AL 2006.07.13 | Pinus pinea          |                                           | Sant Joan Despí Parc de Torreblanca                                                                  |       | {{ca\|Pi pinyoner de Torreblanca (Sant Joan Despí)}} · {{WLE-AD-ES\|}} · {{Object location dec\| | region:ES-CT_type:landmark_source:cawiki}} [[Categoria:Natural heritage sites in Spain]] |
| Pins els Bessons                               | AL 2006.07.13 | Pinus canariensis    | 25x2,1x6m i 23x1,8x6m Nascuts cap al 1920 | Sant Joan Despí Parc de Torreblanca 41° 22′ 38″ N, 2° 03′ 26″ E / 41.377323°N,2.057190°E             | fitxa | {{ca\|Pins els bessons (Sant Joan Despí)}} · {{WLE-AD-ES\|}} · {{Object location dec\|41.377323\|2.057190\|region:ES-CT_type:landmark_source:cawiki}} · [[Categoria:Natural heritage sites in Spain]]                   |                                                                                          |
| Palmera de dàtils de Torreblanca               | AL 2006.07.13 | Phoenix dactylifera  |                                           | Sant Joan Despí Parc de Torreblanca 41° 22′ 41″ N, 2° 03′ 20″ E / 41.377917°N,2.055528°E             | fitxa | {{ca\|Palmera de dàtils de Torreblanca (Sant Joan Despí)}} · {{WLE-AD-ES\|}} · {{Object location dec\|41.377917\|2.055528\|region:ES-CT_type:landmark_source:cawiki}} · [[Categoria:Natural heritage sites in Spain]]   |                                                                                          |
| Palmera de Canàries de Torreblanca             | AL 2006.07.13 | Phoenix canariensis  |                                           | Sant Joan Despí Parc de Torreblanca 41° 22′ 41″ N, 2° 03′ 20″ E / 41.377944°N,2.055583°E             |       | {{ca\|Palmera de Canàries de Torreblanca (Sant Joan Despí)}} · {{WLE-AD-ES\|}} · {{Object location dec\|41.377944\|2.055583\|region:ES-CT_type:landmark_source:cawiki}} · [[Categoria:Natural heritage sites in Spain]] |                                                                                          |
| Àlber de Torreblanca                           | AL 2006.07.13 | Populus alba         |                                           | Sant Joan Despí Parc de Torreblanca 41° 22′ 38″ N, 2° 03′ 26″ E / 41.377251°N,2.057327°E             |       | {{ca\|Àlber de Torreblanca (Sant Joan Despí)}} · {{WLE-AD-ES\|}} · {{Object location dec\|41.377251\|2.057327\|region:ES-CT_type:landmark_source:cawiki}} · [[Categoria:Natural heritage sites in Spain]]               |                                                                                          |
| Acàcia de Torreblanca                          | AL 2006.07.13 | Sophora japonica     |                                           | Sant Joan Despí Parc de Torreblanca 41° 22′ 40″ N, 2° 03′ 19″ E / 41.377683°N,2.055164°E             |       | {{ca\|Acàcia de Torreblanca (Sant Joan Despí)}} · {{WLE-AD-ES\|}} · {{Object location dec\|41.377683\|2.055164\|region:ES-CT_type:landmark_source:cawiki}} · [[Categoria:Natural heritage sites in Spain]]              |                                                                                          |
| Alzina de Torreblanca                          | AL 2006.07.13 | Quercus ilex         |                                           | Sant Joan Despí Parc de Torreblanca 41° 22′ 40″ N, 2° 03′ 26″ E / 41.377845°N,2.057104°E             |       | {{ca\|Alzina de Torreblanca (Sant Joan Despí)}} · {{WLE-AD-ES\|}} · {{Object location dec\|41.377845\|2.057104\|region:ES-CT_type:landmark_source:cawiki}} · [[Categoria:Natural heritage sites in Spain]]              |                                                                                          |
| Roure de Torreblanca                           | AL 2006.07.13 | Quercus pubescens    |                                           | Sant Joan Despí Parc de Torreblanca 41° 22′ 39″ N, 2° 03′ 24″ E / 41.377618°N,2.056651°E             |       | {{ca\|Roure de Torreblanca (Sant Joan Despí)}} · {{WLE-AD-ES\|}} · {{Object location dec\|41.377618\|2.056651\|region:ES-CT_type:landmark_source:cawiki}} · [[Categoria:Natural heritage sites in Spain]]               |                                                                                          |
| Fotínia de Torreblanca                         | AL 2006.07.13 | Photinia serrulata   |                                           | Sant Joan Despí Parc de Torreblanca 41° 22′ 39″ N, 2° 03′ 27″ E / 41.377467°N,2.057363°E             |       | {{ca\|Fotínia de Torreblanca (Sant Joan Despí)}} · {{WLE-AD-ES\|}} · {{Object location dec\|41.377467\|2.057363\|region:ES-CT_type:landmark_source:cawiki}} · [[Categoria:Natural heritage sites in Spain]]             |                                                                                          |
| Lledoner de Torreblanca o Lledoner Peus Llargs | AL 2006.07.13 | Celtis australis     | 13x2,2x11 m Nascut cap al 1934            | Sant Joan Despí Parc de Torreblanca 41° 22′ 41″ N, 2° 03′ 19″ E / 41.378052°N,2.055173°E             | fitxa | {{ca\|Lledoner de Torreblanca (Sant Joan Despí)}} · {{WLE-AD-ES\|}} · {{Object location dec\|41.378052\|2.055173\|region:ES-CT_type:landmark_source:cawiki}} · [[Categoria:Natural heritage sites in Spain]]            |                                                                                          |

## Sant Just Desvern
| Nom                                     | Protecció                           | Espècie / situació     | Alçària x volt del canó x capçada | Localització                                                                                                   | Codi                      | Imatge |                                                                                          |
| --------------------------------------- | ----------------------------------- | ---------------------- | --------------------------------- | --- | ------------------------- | --- | ---------------------------------------------------------------------------------------- |
| Pi Pinyoner de Can Candeler             | AL proposat                         | Pinus pinea            |                                   | Sant Just Desvern Masia Can Candeler 41° 23′ 26″ N, 2° 04′ 48″ E / 41.390578°N,2.080026°E                      | MA-082212/AIL-01-2013     | {{ca\|Pi Pinyoner de Can Candeler (Sant Just Desvern)}} · {{WLE-AD-ES\|MA-082212/AIL-01-2013}} · {{Object location dec\|41.390578\|2.080026\|region:ES-CT_type:landmark_source:cawiki}} · [[Categoria:Pi Pinyer de Can Candeler]]                  |                                                                                          |
| Bellaombres del carrer Miquel Reverter  | AL proposat                         | Phytolacca dioica      |                                   | Sant Just Desvern C/ Miquel Reverter 41° 23′ 03″ N, 2° 04′ 25″ E / 41.384043°N,2.073636°E                      | MA-082212/AIL-02-2013     | {{ca\|Bellaombres del carrer Miquel Reverter (Sant Just Desvern)}} · {{WLE-AD-ES\|MA-082212/AIL-02-2013}} · {{Object location dec\|41.384043\|2.073636\|region:ES-CT_type:landmark_source:cawiki}} · [[Categoria:Natural heritage sites in Spain]] |                                                                                          |
| Lledoners de la Rambla                  | DL proposada                        | Celtis australis       |                                   | Sant Just Desvern Rambla Modolell                                                                              | MA-082212/Arbreda-03-2014 | {{ca\|Lledoners de la Rambla (Sant Just Desvern)}} · {{WLE-AD-ES\|MA-082212/Arbreda-03-2014}} · {{Object location dec\| | region:ES-CT_type:landmark_source:cawiki}} [[Categoria:Natural heritage sites in Spain]] |
| Xiprer de Can Modolell                  | AL proposat                         |                        |                                   | Sant Just Desvern Rambla Modolell, davant de Can Modolell 41° 22′ 41″ N, 2° 04′ 35″ E / 41.377935°N,2.076289°E | MA-082212/AIL-04-2013     | {{ca\|Xiprer de Can Modolell (Sant Just Desvern)}} · {{WLE-AD-ES\|MA-082212/AIL-04-2013}} · {{Object location dec\|41.377935\|2.076289\|region:ES-CT_type:landmark_source:cawiki}} · [[Categoria:Xiprer de Can Modolell]]                          |                                                                                          |
| Xiprers del Cementiri                   | AL proposat                         | Cupressus sempervirens |                                   | Sant Just Desvern Cementiri municipal 41° 22′ 53″ N, 2° 03′ 59″ E / 41.381259°N,2.066411°E                     | MA-082212/AIL-05-2013     | {{ca\|Xiprers del Cementiri (Sant Just Desvern)}} · {{WLE-AD-ES\|MA-082212/AIL-05-2013}} · {{Object location dec\|41.381259\|2.066411\|region:ES-CT_type:landmark_source:cawiki}} · [[Categoria:Natural heritage sites in Spain]]                  |                                                                                          |
| Fals pebrer del cementiri               | AL proposat                         | Schinus molle          |                                   | Sant Just Desvern Cementiri municipal                                                                          | MA-082212/AIL-06-2014     | {{ca\|Fals pebrer del cementiri (Sant Just Desvern)}} · {{WLE-AD-ES\|MA-082212/AIL-06-2014}} · {{Object location dec\| | region:ES-CT_type:landmark_source:cawiki}} [[Categoria:Natural heritage sites in Spain]] |
| Roures de Can Candeler                  | AL proposat                         |                        |                                   | Sant Just Desvern c/Can Candeler                                                                               | MA-082212/AIL-07-2014     | {{ca\|Roures de Can Candeler (Sant Just Desvern)}} · {{WLE-AD-ES\|MA-082212/AIL-07-2014}} · {{Object location dec\| | region:ES-CT_type:landmark_source:cawiki}} [[Categoria:Natural heritage sites in Spain]] |
| Lledoner                                | AL proposat                         | Celtis australis       |                                   | Sant Just Desvern Baixada del Mas amb Passeig Muntanya 41° 23′ 20″ N, 2° 04′ 34″ E / 41.388934°N,2.076218°E    | MA-082212/AIL-08-2013     | {{ca\|Lledoner (Sant Just Desvern)}} · {{WLE-AD-ES\|MA-082212/AIL-08-2013}} · {{Object location dec\|41.388934\|2.076218\|region:ES-CT_type:landmark_source:cawiki}} · [[Categoria:Lledoner del passeig de la Muntanya]]                           |                                                                                          |
| Roures de la baixada del Mas            | AL proposat                         | Quercus robur          |                                   | Sant Just Desvern Baixada del Mas 41° 23′ 20″ N, 2° 04′ 37″ E / 41.388957°N,2.077081°E                         | MA-082212/AIL-09-2013     | {{ca\|Roures de la baixada del Mas (Sant Just Desvern)}} · {{WLE-AD-ES\|MA-082212/AIL-09-2013}} · {{Object location dec\|41.388957\|2.077081\|region:ES-CT_type:landmark_source:cawiki}} · [[Categoria:Roures de la Baixada del Mas]]              |                                                                                          |
| Pineda del Parc del Mil·lenari          | DL proposada                        | Varis                  |                                   | Sant Just Desvern Parc del Mil·lenari 41° 23′ 04″ N, 2° 04′ 43″ E / 41.384377°N,2.078581°E                     | MA-082212/ARBREDA         | {{ca\|Pineda del Parc del Mil·lenari (Sant Just Desvern)}} · {{WLE-AD-ES\|MA-082212/ARBREDA}} · {{Object location dec\|41.384377\|2.078581\|region:ES-CT_type:landmark_source:cawiki}} · [[Categoria:Pineda del Parc del Mil·lenari]]              |                                                                                          |
| Arbreda de Can Ginestar                 | DL proposada                        | Varis                  |                                   | Sant Just Desvern Parc de Can Ginestar 41° 23′ 12″ N, 2° 04′ 32″ E / 41.386605°N,2.075599°E                    | MA-082212/ARBREDA         | {{ca\|Arbreda de Can Ginestar (Sant Just Desvern)}} · {{WLE-AD-ES\|MA-082212/ARBREDA}} · {{Object location dec\|41.386605\|2.075599\|region:ES-CT_type:landmark_source:cawiki}} · [[Categoria:Natural heritage sites in Spain]]                    |                                                                                          |
| Pecan de Can Fatjó                      | AL proposat PNT Serra de Collserola | Carya illinoinensis    |                                   | Sant Just Desvern Can Fatjó                                                                                    | MA-082212/                | {{ca\|Pecan de Can Fatjó (Sant Just Desvern)}} · {{WLE-AD-ES\|MA-082212/}} · {{Object location dec\| | region:ES-CT_type:landmark_source:cawiki}} [[Categoria:Natural heritage sites in Spain]] |
| Roure de l'Ateneu                       | AL proposat                         |                        |                                   | Sant Just Desvern c/Ateneu                                                                                     | MA-082212/AIL-10-2013     | {{ca\|Roure de l'Ateneu (Sant Just Desvern)}} · {{WLE-AD-ES\|MA-082212/AIL-10-2013}} · {{Object location dec\| | region:ES-CT_type:landmark_source:cawiki}} [[Categoria:Natural heritage sites in Spain]] |
| Pi de la Font d'en Merlès               | AL proposat                         | Pinus halepensis       |                                   | Sant Just Desvern Font de Can Marlés                                                                           | MA-082212/AIL-09-2013     | {{ca\|Pi de la Font d'En Merlès (Sant Just Desvern)}} · {{WLE-AD-ES\|MA-082212/AIL-09-2013}} · {{Object location dec\| | region:ES-CT_type:landmark_source:cawiki}} [[Categoria:Natural heritage sites in Spain]] |
| Pi de la Font del Caçador               | AL proposat                         | Pinus halepensis       |                                   | Sant Just Desvern Font del Caçador                                                                             | MA-082212/AIL-10-2013     | {{ca\|Pi de la Font del Caçador (Sant Just Desvern)}} · {{WLE-AD-ES\|MA-082212/AIL-10-2013}} · {{Object location dec\| | region:ES-CT_type:landmark_source:cawiki}} [[Categoria:Natural heritage sites in Spain]] |
| Pi de les Fatjones                      | AL proposat PNT Serra de Collserola | Pinus halepensis       |                                   | Sant Just Desvern Les Fatjones                                                                                 | MA-082212/AIL-11-2013     | {{ca\|Pi de les Fatjones (Sant Just Desvern)}} · {{WLE-AD-ES\|MA-082212/AIL-11-2013}} · {{Object location dec\| | region:ES-CT_type:landmark_source:cawiki}} [[Categoria:Natural heritage sites in Spain]] |
| Pi de Can Baró                          | AL proposat                         | Pinus halepensis       |                                   | Sant Just Desvern Masia Can Baró                                                                               | MA-082212/AIL-12-2013     | {{ca\|Pi de Can Baró (Sant Just Desvern)}} · {{WLE-AD-ES\|MA-082212/AIL-12-2013}} · {{Object location dec\| | region:ES-CT_type:landmark_source:cawiki}} [[Categoria:Natural heritage sites in Spain]] |
| Pinyoner de les Fatjones                | AL proposat PNT Serra de Collserola | Pinus pinea            |                                   | Sant Just Desvern Les Fatjones                                                                                 | MA-082212/AIL-13-2013     | {{ca\|Pinyoner de les Fatjones (Sant Just Desvern)}} · {{WLE-AD-ES\|MA-082212/AIL-13-2013}} · {{Object location dec\| | region:ES-CT_type:landmark_source:cawiki}} [[Categoria:Natural heritage sites in Spain]] |
| Pinyoner de les Tres Branques           | AL proposat PNT Serra de Collserola | Pinus pinea            |                                   | Sant Just Desvern Font del Caçador                                                                             | MA-082212/AIL-14-2013     | {{ca\|Pinyoner de Les Tres Branques (Sant Just Desvern)}} · {{WLE-AD-ES\|MA-082212/AIL-14-2013}} · {{Object location dec\| | region:ES-CT_type:landmark_source:cawiki}} [[Categoria:Natural heritage sites in Spain]] |
| Pinyoner de la Font del Rector          | AL proposat PNT Serra de Collserola | Pinus pinea            |                                   | Sant Just Desvern Les Fatjones                                                                                 | MA-082212/AIL-15-2013     | {{ca\|Pinyoner de la Font del Rector (Sant Just Desvern)}} · {{WLE-AD-ES\|MA-082212/AIL-15-2013}} · {{Object location dec\| | region:ES-CT_type:landmark_source:cawiki}} [[Categoria:Natural heritage sites in Spain]] |
| Xiprer de Can Vilà                      | AL proposat                         | Cupressus sempervirens |                                   | Sant Just Desvern Masia Can Vilà                                                                               | MA-082212/AIL-16-2013     | {{ca\|Xiprer de Can Vilà (Sant Just Desvern)}} · {{WLE-AD-ES\|MA-082212/AIL-16-2013}} · {{Object location dec\| | region:ES-CT_type:landmark_source:cawiki}} [[Categoria:Natural heritage sites in Spain]] |
| Roure de Can Vilà                       | AL proposat                         | Quercus cerrioides     |                                   | Sant Just Desvern Masia Can Vilà                                                                               | MA-082212/AIL-17-2013     | {{ca\|Roure de Can Vilà (Sant Just Desvern)}} · {{WLE-AD-ES\|MA-082212/AIL-17-2013}} · {{Object location dec\| | region:ES-CT_type:landmark_source:cawiki}} [[Categoria:Natural heritage sites in Spain]] |
| Roure de la Font d'en Merlès            | AL proposat                         | Quercus cerrioides     |                                   | Sant Just Desvern Font d'en Marlès                                                                             | MA-082212/AIL-18-2013     | {{ca\|Roure de la Font d'en Merlès (Sant Just Desvern)}} · {{WLE-AD-ES\|MA-082212/AIL-18-2013}} · {{Object location dec\| | region:ES-CT_type:landmark_source:cawiki}} [[Categoria:Natural heritage sites in Spain]] |
| Roure de la Font del Ferro              | AL proposat PNT Serra de Collserola | Quercus cerrioides     |                                   | Sant Just Desvern Les Fatjones                                                                                 | MA-082212/AIL-19-2013     | {{ca\|Roure de la Font del Ferro (Sant Just Desvern)}} · {{WLE-AD-ES\|MA-082212/AIL-19-2013}} · {{Object location dec\| | region:ES-CT_type:landmark_source:cawiki}} [[Categoria:Natural heritage sites in Spain]] |
| Roure de la Font del Rector             | AL proposat PNT Serra de Collserola | Quercus cerrioides     |                                   | Sant Just Desvern Font del Rector 41° 24′ 00″ N, 2° 05′ 58″ E / 41.399971°N,2.099518°E                         | MA-082212/AIL-20-2013     | {{ca\|Roure de la Font del Rector (Sant Just Desvern)}} · {{WLE-AD-ES\|MA-082212/AIL-20-2013}} · {{Object location dec\|41.399971\|2.099518\|region:ES-CT_type:landmark_source:cawiki}} · [[Categoria:Natural heritage sites in Spain]]            |                                                                                          |
| Roure del Torrent de la Font del Rector | AL proposat PNT Serra de Collserola | Quercus cerrioides     |                                   | Sant Just Desvern                                                                                              | MA-082212/AIL-21-2013     | {{ca\|Roure del Torrent de la Font del Rector (Sant Just Desvern)}} · {{WLE-AD-ES\|MA-082212/AIL-21-2013}} · {{Object location dec\| | region:ES-CT_type:landmark_source:cawiki}} [[Categoria:Natural heritage sites in Spain]] |
| Roure de Can Gelabert                   | AL proposat                         | Quercus cerrioides     |                                   | Sant Just Desvern Masia de Can Gelabert                                                                        | MA-082212/AIL-22-2013     | {{ca\|Roure de Can Gelabert (Sant Just Desvern)}} · {{WLE-AD-ES\|MA-082212/AIL-22-2013}} · {{Object location dec\| | region:ES-CT_type:landmark_source:cawiki}} [[Categoria:Natural heritage sites in Spain]] |
| Surera de les Fatjones                  | AL proposat PNT Serra de Collserola | Quercus suber          |                                   | Sant Just Desvern                                                                                              | MA-082212/AIL-23-2013     | {{ca\|Surera de les Fatjones (Sant Just Desvern)}} · {{WLE-AD-ES\|MA-082212/AIL-23-2013}} · {{Object location dec\| | region:ES-CT_type:landmark_source:cawiki}} [[Categoria:Natural heritage sites in Spain]] |
| Pollancre de la Riera de Sant Just      | AL proposat                         | Populus nigra          |                                   | Sant Just Desvern Riera de Sant Just                                                                           | MA-082212/AIL-24-2013     | {{ca\|Pollancre de la Riera de Sant Just (Sant Just Desvern)}} · {{WLE-AD-ES\|MA-082212/AIL-24-2013}} · {{Object location dec\| | region:ES-CT_type:landmark_source:cawiki}} [[Categoria:Natural heritage sites in Spain]] |
| Pollancre de Can Baró                   | AL proposat PNT Serra de Collserola | Populus nigra          |                                   | Sant Just Desvern Can Baró                                                                                     | MA-082212/AIL-25-2013     | {{ca\|Pollancre de Can Baró (Sant Just Desvern)}} · {{WLE-AD-ES\|MA-082212/AIL-25-2013}} · {{Object location dec\| | region:ES-CT_type:landmark_source:cawiki}} [[Categoria:Natural heritage sites in Spain]] |
| Lledoner de Can Carbonell               | AL proposat                         | Celtis australis       |                                   | Sant Just Desvern Masia Can Carbonell 41° 23′ 59″ N, 2° 05′ 10″ E / 41.399778°N,2.086107°E                     | MA-082212/AIL-27-2013     | {{ca\|Lledoner de Can Carbonell (Sant Just Desvern)}} · {{WLE-AD-ES\|MA-082212/AIL-27-2013}} · {{Object location dec\|41.399778\|2.086107\|region:ES-CT_type:landmark_source:cawiki}} · [[Categoria:Natural heritage sites in Spain]]              |                                                                                          |
| Figuera de la Font Beca                 | AL proposat                         | Ficus carica           |                                   | Sant Just Desvern Font de la Beca                                                                              | MA-082212/AIL-28-2013     | {{ca\|Figuera de la Font Beca (Sant Just Desvern)}} · {{WLE-AD-ES\|MA-082212/AIL-28-2013}} · {{Object location dec\| | region:ES-CT_type:landmark_source:cawiki}} [[Categoria:Natural heritage sites in Spain]] |
| Eucaliptus del Torrent d'en Biosca      | AL proposat                         | Eucalyptus globulus    |                                   | Sant Just Desvern Torrent Can Biosca                                                                           | MA-082212/AIL-29-2013     | {{ca\|Eucaliptus del Torrent d'en Biosca (Sant Just Desvern)}} · {{WLE-AD-ES\|MA-082212/AIL-29-2013}} · {{Object location dec\| | region:ES-CT_type:landmark_source:cawiki}} [[Categoria:Natural heritage sites in Spain]] |
| Olivera de Can Vilà                     | AL proposat PNT Serra de Collserola | Olea europaea          |                                   | Sant Just Desvern Can Vilà                                                                                     | MA-082212/AIL-30-2013     | {{ca\|Olivera de Can Vilà (Sant Just Desvern)}} · {{WLE-AD-ES\|MA-082212/AIL-30-2013}} · {{Object location dec\| | region:ES-CT_type:landmark_source:cawiki}} [[Categoria:Natural heritage sites in Spain]] |
| Olivera de Ca N'Oliveres                | AL proposat PNT Serra de Collserola | Olea europaea          |                                   | Sant Just Desvern Ca n'Oliveres                                                                                | MA-082212/AIL-31-2013     | {{ca\|Olivera de Ca N'Oliveres (Sant Just Desvern)}} · {{WLE-AD-ES\|MA-082212/AIL-31-2013}} · {{Object location dec\| | region:ES-CT_type:landmark_source:cawiki}} [[Categoria:Natural heritage sites in Spain]] |
| Garrofer de la Riera de Sant Just       | AL proposat                         | Ceratonia siliqua      |                                   | Sant Just Desvern Riera de Sant Just                                                                           | MA-082212/AIL-32-2013     | {{ca\|Garrofer de la Riera de Sant Just (Sant Just Desvern)}} · {{WLE-AD-ES\|MA-082212/AIL-32-2013}} · {{Object location dec\| | region:ES-CT_type:landmark_source:cawiki}} [[Categoria:Natural heritage sites in Spain]] |

## Sant Vicenç dels Horts
| Nom     | Protecció     | Espècie / situació | Alçària x volt del canó x capçada       | Localització                                                                                 | Codi  | Imatge |
| ------- | ------------- | ------------------ | --------------------------------------- | -------------------------------------------------------------------------------------------- | ----- | --- |
| Pi Gros | AL 1995.03.22 | Pinus pinea        | 14 x 2,9 x 18m Nascut entre 1850 i 1870 | Sant Vicenç dels Horts Parc del Pi Gros 41° 23′ 44″ N, 2° 00′ 04″ E / 41.395602°N,2.001206°E | fitxa | {{ca\|Pi Gros (Sant Vicenç dels Horts)}} · {{WLE-AD-ES\|}} · {{Object location dec\|41.395602\|2.001206\|region:ES-CT_type:landmark_source:cawiki}} · [[Categoria:Natural heritage sites in Spain]] |

## Vallirana
| Nom                                 | Protecció     | Espècie / situació         | Alçària x volt del canó x capçada | Localització | Codi | Imatge                                                                                              |                                                                                          |
| ----------------------------------- | ------------- | -------------------------- | --------------------------------- | ------------ | ---- | --------------------------------------------------------------------------------------------------- | ---------------------------------------------------------------------------------------- |
| Roure de l'Ermita de Sant Silvestre | AL 1988.07.08 | Quercus x cerrioides mort? |                                   | Vallirana    |      | {{ca\|Roure de l'Ermita de Sant Silvestre (Vallirana)}} · {{WLE-AD-ES\|}} · {{Object location dec\| | region:ES-CT_type:landmark_source:cawiki}} [[Categoria:Natural heritage sites in Spain]] |

## Viladecans
| Nom                                                           | Protecció     | Espècie / situació                               | Alçària x volt del canó x capçada | Localització | Codi | Imatge |                                                                                          |
| ------------------------------------------------------------- | ------------- | ------------------------------------------------ | --------------------------------- | ------------ | ---- | --- | ---------------------------------------------------------------------------------------- |
| Xicandra de Can Modolell                                      | AL 1989.01.19 | Jacaranda acutifolia                             |                                   | Viladecans   |      | {{ca\|Xicandra de Can Modolell (Viladecans)}} · {{WLE-AD-ES\|}} · {{Object location dec\|                                      | region:ES-CT_type:landmark_source:cawiki}} [[Categoria:Natural heritage sites in Spain]] |
| Palmeres de Can Modolell I, II                                | AL 1989.01.19 | Washingtonia filifera Una de viva i una de morta |                                   | Viladecans   |      | {{ca\|Palmeres de Can Modolell I, II (Viladecans)}} · {{WLE-AD-ES\|}} · {{Object location dec\|                                | region:ES-CT_type:landmark_source:cawiki}} [[Categoria:Natural heritage sites in Spain]] |
| Pebrer bord de Can Modolell                                   | AL 1989.01.19 | Schinus molle mort el 2003                       |                                   | Viladecans   |      | {{ca\|Pebrer bord de Can Modolell (Viladecans)}} · {{WLE-AD-ES\|}} · {{Object location dec\|                                   | region:ES-CT_type:landmark_source:cawiki}} [[Categoria:Natural heritage sites in Spain]] |
| Palmeres de Can Palmer I, II                                  | AL 1989.01.19 | Phoenix dactylifera mortes                       |                                   | Viladecans   |      | {{ca\|Palmeres de Can Palmer I, II (Viladecans)}} · {{WLE-AD-ES\|}} · {{Object location dec\|                                  | region:ES-CT_type:landmark_source:cawiki}} [[Categoria:Natural heritage sites in Spain]] |
| Plàtans Encreuats de Can Figuera I, II, III, IV               | AL 1989.01.19 | Platanus x hispanica d                           |                                   | Viladecans   |      | {{ca\|Plàtans Encreuats de Can Figuera I, II, III, IV (Viladecans)}} · {{WLE-AD-ES\|}} · {{Object location dec\|               | region:ES-CT_type:landmark_source:cawiki}} [[Categoria:Natural heritage sites in Spain]] |
| Alzina de Can Menut                                           | AL 1989.01.19 | Quercus ilex subsp. ilex                         |                                   | Viladecans   |      | {{ca\|Alzina de Can Menut (Viladecans)}} · {{WLE-AD-ES\|}} · {{Object location dec\|                                           | region:ES-CT_type:landmark_source:cawiki}} [[Categoria:Natural heritage sites in Spain]] |
| Roure de Can Menut                                            | AL 1989.01.19 | Quercus pubescens                                |                                   | Viladecans   |      | {{ca\|Roure de Can Menut (Viladecans)}} · {{WLE-AD-ES\|}} · {{Object location dec\|                                            | region:ES-CT_type:landmark_source:cawiki}} [[Categoria:Natural heritage sites in Spain]] |
| Lledoner de Can Menut                                         | AL 1989.01.19 | Celtis australis                                 |                                   | Viladecans   |      | {{ca\|Lledoner de Can Menut (Viladecans)}} · {{WLE-AD-ES\|}} · {{Object location dec\|                                         | region:ES-CT_type:landmark_source:cawiki}} [[Categoria:Natural heritage sites in Spain]] |
| Palmerar del passeig de les Palmeres                          | DL 1989.01.19 | Phoenix dactylifera                              |                                   | Viladecans   |      | {{ca\|Palmerar del passeig de les Palmeres (Viladecans)}} · {{WLE-AD-ES\|}} · {{Object location dec\|                          | region:ES-CT_type:landmark_source:cawiki}} [[Categoria:Natural heritage sites in Spain]] |
| Xiprers de la Torre Roja                                      | DL 1989.01.19 | Cupressus sempervirens                           |                                   | Viladecans   |      | {{ca\|Xiprers de la Torre Roja (Viladecans)}} · {{WLE-AD-ES\|}} · {{Object location dec\|                                      | region:ES-CT_type:landmark_source:cawiki}} [[Categoria:Natural heritage sites in Spain]] |
| Tipuanes de la Rambla de Modolell                             | DL 1989.01.19 | Tipuana tipu                                     |                                   | Viladecans   |      | {{ca\|Tipuanes de la Rambla de Modolell (Viladecans)}} · {{WLE-AD-ES\|}} · {{Object location dec\|                             | region:ES-CT_type:landmark_source:cawiki}} [[Categoria:Natural heritage sites in Spain]] |
| Ametllers de Can Sala-Can Menut                               | DL 2002.11.28 | Prunus dulcis                                    |                                   | Viladecans   |      | {{ca\|Ametllers de Can Sala-Can Menut (Viladecans)}} · {{WLE-AD-ES\|}} · {{Object location dec\|                               | region:ES-CT_type:landmark_source:cawiki}} [[Categoria:Natural heritage sites in Spain]] |
| Comunitat d'alzines, roures i ametllers de Can Sala-Can Menut | DL 2002.11.28 |                                                  |                                   | Viladecans   |      | {{ca\|Comunitat d'alzines, roures i ametllers de Can Sala-Can Menut (Viladecans)}} · {{WLE-AD-ES\|}} · {{Object location dec\| | region:ES-CT_type:landmark_source:cawiki}} [[Categoria:Natural heritage sites in Spain]] |